# Pz.Kpfw. IV
Panzerkampfwagen IV («Панцеркампфваген IV»; Pz.Kpfw. IV, также Pz. IV; в СССР был известен также как «T‑IV») — средний танк бронетанковых войск нацистской Германии периода Второй Мировой войны. Самый массовый танк Вермахта: выпущено почти 8600 машин; серийно выпускался с 1937 по 1945 год в нескольких модификациях. Является самым массовым танком в истории немецкого танкостроения.

## История создания
По условиям Версальского мирного договора потерпевшей поражение в Первой Мировой войне Германии было запрещено иметь бронетанковые войска, за исключением незначительного количества бронеавтомобилей для нужд полиции. Но несмотря на это, уже с 1925 года Управлением вооружений рейхсвера втайне велись работы по созданию танков. До начала 1930-х годов эти разработки не заходили далее постройки прототипов, как из-за их недостаточных характеристик, так и из-за слабости промышленности Германии того периода. Тем не менее, к середине 1933 года германским конструкторам удалось создать первый свой серийный танк — Pz.Kpfw. I и в течение 1933—1934 годов начать его серийное производство. Pz.Kpfw. I, с его пулемётным вооружением и экипажем из двух человек, рассматривался лишь как переходная модель на пути к строительству более совершенных танков. Разработка двух из них началась ещё в 1933 году — более мощный «переходный» танк, будущий Pz.Kpfw. II и полноценный боевой танк, будущий Pz.Kpfw. III, вооружённый 37-мм пушкой, предназначенной в основном для борьбы с другой бронетехникой.
По причине изначальных ограничений вооружения Pz.Kpfw. III было решено в дополнение к нему создать танк огневой поддержки с более дальнобойной пушкой с мощным осколочным снарядом, способным поражать противотанковую оборону за пределами досягаемости других танков. В январе 1934 года Управлением вооружений был организован конкурс проектов на создание машины такого класса, чья масса не превышала бы 24 тонны. Поскольку работы по бронетехнике в Германии в тот период всё ещё велись в тайне, новому проекту, как и остальным, было присвоено кодовое именование «машина поддержки» (нем. Begleitwagen, обычно сокращаемый до B.W.; в ряде источников приводятся некорректные наименования нем. Bataillonwagen и нем. Bataillonfuehrerwagen). С самого начала разработкой проектов на конкурс занялись фирмы «Рейнметалл» и «Крупп», позднее к ним присоединились «Даймлер-Бенц» и M.A.N. В течение последующих 18 месяцев свои разработки представили все фирмы, а проект «Рейнметалл» под обозначением VK 2001(Rh) был в 1934—1935 годах даже изготовлен в металле в виде прототипа.

Прототип M.A.N.

Все представленные проекты имели ходовую часть с шахматным расположением опорных катков большого диаметра и отсутствием поддерживающих катков, за исключением всё того же VK 2001(Rh), в целом унаследовавшего ходовую часть со сблокированными попарно опорными катками малого диаметра и бортовыми экранами от опытного тяжёлого танка Nb.Fz. Лучшим из них в итоге был признан проект «Крупп» — VK 2001(K), который конструктивно был близок к танку Pz.Kpfw. III. Тем не менее, было получено требование изменить ходовую часть, поскольку шахматное расположение катков посчитали слишком сложным, а рессорную подвеску непрактичной. Вместо них предстояло применить по 8 опорных катков на борт с торсионной подвеской. После доработки проекта «Крупп» получила заказ на производство предсерийной партии нового танка, к тому времени получившего обозначения «бронированная машина с 75-мм пушкой» (нем. 7,5 cm Geschütz-Panzerwagen) или, по сквозной системе обозначений, принятых в то время, «экспериментальный образец 618» (нем. Versuchskraftfahrzeug 618 или Vs.Kfz.618). При этом проект VK 2002 фирмы M.A.N. казался не менее перспективным — оба танка имели схожую форму корпуса с аналогичной компоновкой и бронированием 10-15 мм; шестигранные башни оснащались высокими командирскими башенками, бортовым эвакуационным люком и вооружались 75-мм короткоствольными пушками. Отличие проекта MAN заключалось в использовании шести опорных катков с шахматным расположением. В любом случае VK 2001(K) уже был выбран в качестве основного варианта. С апреля 1936 года, танк приобрёл своё окончательное обозначение — Panzerkampfwagen IV или Pz.Kpfw. IV. Помимо этого, ему был присвоен индекс Vs.Kfz.222, ранее принадлежавший Pz.Kpfw. II.

## Серийное производство

### Panzerkampfwagen IV Ausf. A — Ausf. F1

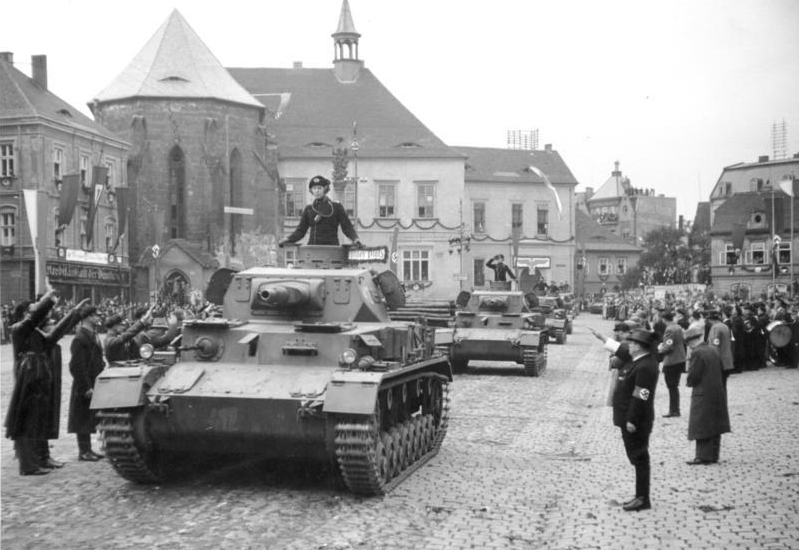
Pz.Kpfw. IV Ausf. A на параде, 1938

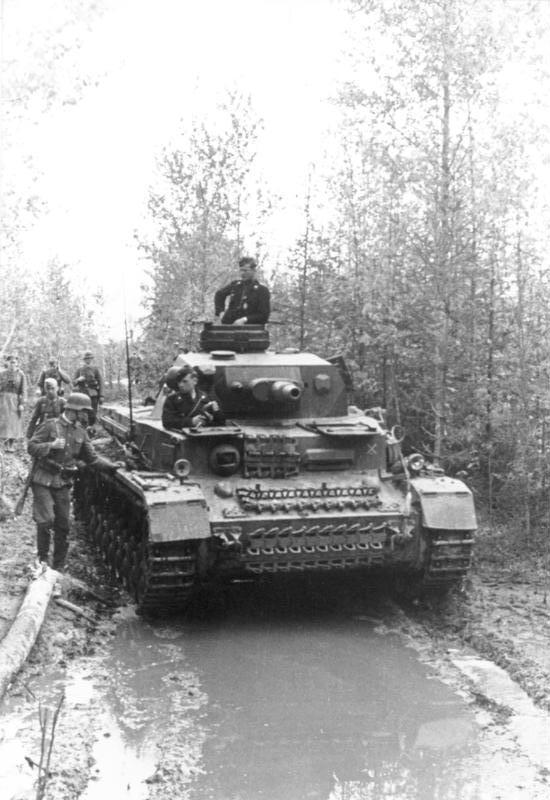
Pz.Kpfw. IV Ausf. F в лесу, март 1942

Первые несколько Pz.Kpfw. IV «нулевой» серии были изготовлены в 1936—1937 на заводе «Крупп» в Эссене. Серийный же выпуск первой серии, 1.Serie/B.W., был начат в октябре 1937 года на заводе «Крупп-Грузон» в Магдебурге. Всего по май 1938 года было выпущено 35 танков этой модификации, обозначавшейся как Panzerkampfwagen IV Ausführung A (Ausf. A — «модель А»). По единой системе обозначений германской бронетехники танк получил индекс Sd.Kfz.161. Танки Ausf. A во многом всё ещё являлись предсерийными машинами и несли противопульное бронирование, не превышавшее 15—20 мм и слабо защищённые приборы наблюдения, особенно в командирской башенке. Вместе с тем, на Ausf. A уже были определены основные конструктивные особенности Pz.Kpfw. IV, и хотя в дальнейшем танк многократно подвергался модернизации, изменения в основном сводились к установке более мощного бронирования и вооружения, либо к непринципиальной переделке отдельных узлов. Последние 5 танков изготовили с корпусами от Ausf. B.
- 1.Serie/B.W. — 35

-  Pz.Kpfw. IV Ausf. A — 35 (80101 — 80135), Krupp-Gruson, 1937—1938 годы

Сразу после окончания производства первой серии, «Крупп» приступила к производству улучшенной — 2.Serie/B.W. или Ausf. B. Наиболее заметным внешне отличием танков этой модификации была прямая верхняя лобовая плита, без выдающейся «рубки» механика-водителя и с ликвидацией курсового пулемёта, который был заменён смотровым прибором и лючком для стрельбы из личного оружия. Улучшена была и конструкция смотровых приборов, прежде всего командирской башенки, получившей броневые заслонки, и смотрового прибора механика-водителя. Мелкие изменения коснулись и посадочных люков и различных лючков. Лобовое бронирование на новой модификации было доведено до 30 мм. Танк получил также более мощный двигатель и новую 6-скоростную коробку передач, что позволило поднять его максимальную скорость до 42 км/ч. Вместе с тем, боекомплект Ausf. B сократился до 80 выстрелов к орудию и 2700 пулемётных патронов, вместо, соответственно, 120 и 3000 на Ausf. A. Концерном «Крупп» с мая по сентябрь 1938 года было произведено 42 машины этой модификации, причём первые 5 танков получили корпуса от Ausf. А. В то же время последние 30 машин были выпущены с корпусами Ausf. С.
- 2.Serie/B.W. — 42

-  Pz.Kpfw. IV Ausf. B — 42 (80201 — 80242), Krupp-Gruson, 1938 год

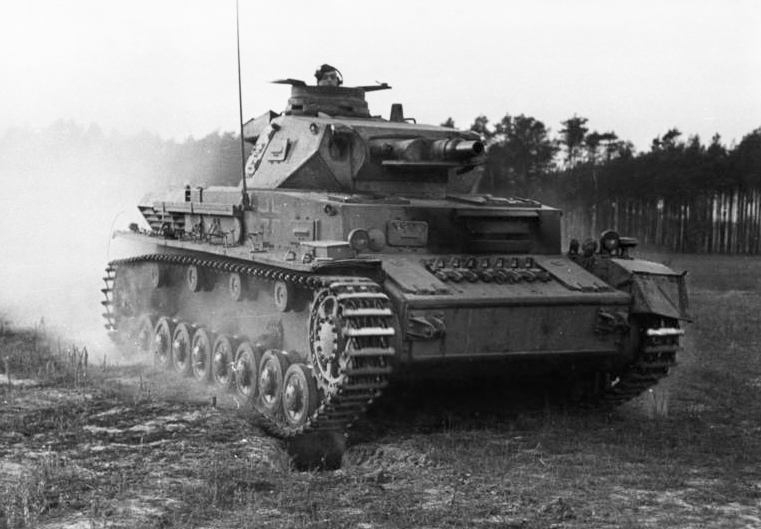
Pz.Kpfw. IV Ausf. C на учениях. Ноябрь 1943

Первой сравнительно массовой модификацией стала 3.Serie/B.W. или Ausf. C. По сравнению с Ausf. B, изменения в ней были незначительны — внешне обе модификации различимы лишь по наличию козырька над смотровым прибором механика-водителя и бронированного кожуха ствола спаренного пулемёта, а также началу установки на части танков отбойника под стволом орудия, для отгибания расположенной на корпусе антенны при повороте башни. Основные изменения свелись к замене двигателя HL 120TR на HL 120TRM той же мощности.. Всего было заказано 300 танков этой модификации, но уже в марте 1938 года заказ был сокращён до 140 единиц, в результате чего с сентября 1938 года по август 1939 года было произведено 134 танка, тогда как 6 шасси были переданы для переделки в мостоукладчики. Первые 30 танков были выпущены с корпусами от Ausf. В.
- 3.Serie/B.W. — 140

-  Pz.Kpfw. IV Ausf. C — 134 (80301 — 80434), Krupp-Gruson, 1938—1939 годы
- Brückenleger IVa — 6 (80435 — 80440), из которых 4 в апреле 1941 года были переделаны в линейные танки, получив подбашенные коробки с башнями от Ausf. E, а 2 (80435, 80438) использованы для изготовления Infanterie Sturmgesteg IV, Krupp-Gruson, 1939 год

| Serie | Serie   | № Fahrgestell                               | Всего | Примечание                                                        |
| ----- | ------- | ------------------------------------------- | ----- | ----------------------------------------------------------------- |
| 1.    | Ausf. A | 80101 — 80130, 80201 — 80205                | 35    | Надстройка и башня ставились те, которые предусматривались серией |
| 2.    | Ausf. В | 80131 — 80135, 80206 — 80212, 80301 — 80330 | 42    | Надстройка и башня ставились те, которые предусматривались серией |
| 3.    | Ausf. С | 80213 — 80242, 80331 — 80434                | 134   | Надстройка и башня ставились те, которые предусматривались серией |

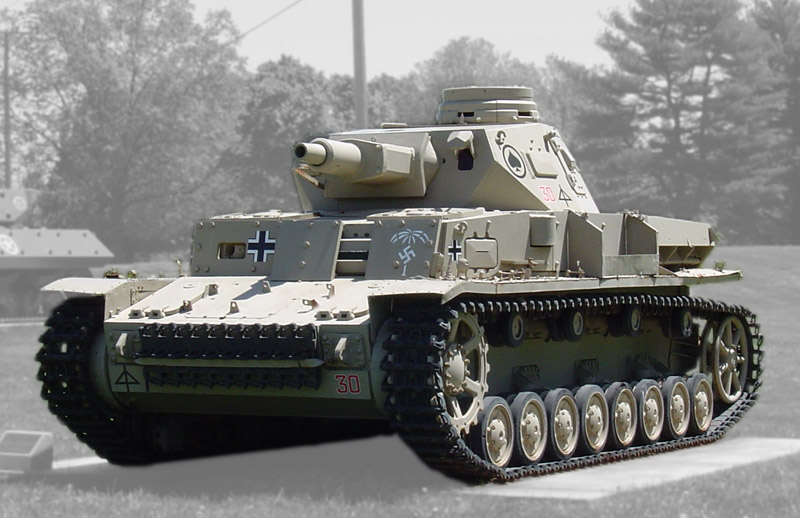
Музейный Pz.Kpfw. IV Ausf. D,
с дополнительным бронированием

Машины следующей модификации, Ausf. D, выпускались двумя сериями — 4.Serie/B.W. и 5.Serie/B.W. Наиболее заметным внешним изменением стал возврат к ломаной верхней лобовой плите корпуса и курсовому пулемёту, который получил усиленную защиту. Внутренняя маска орудия, которая оказалась уязвимой для брызг свинца при пулевых попаданиях, была заменена внешней. Толщина бортовой и кормовой брони корпуса и башни была доведена до 20 мм. В январе 1938 года «Крупп» получила заказ на производство 200 машин 4.Serie/B.W. и 48 5.Serie/B.W., но в ходе производства, с октября 1939 по май 1941 года, как танки были закончены только 232 из них, тогда как остальные 16 были выделены для постройки специализированных вариантов. Поздней осенью 1941 года машину с № 80668 в экспериментальном порядке оснастили 5-см пушкой Kw.K. 39 L/60. Но выбор был сделан в пользу 75-мм длинноствольного орудия. Часть танков Ausf. D позднего выпуска была выпущена в «тропическом» варианте (нем. tropen или Tp.), с дополнительными вентиляционными отверстиями в моторном отделении. Ряд источников говорит о производившемся в 1940—1941 годах в частях или при ремонте усилении брони, осуществлявшемся креплением при помощи болтов дополнительных 20-мм листов на верхние боковые и лобовые плиты танка. По другим данным, машины поздних выпусков штатно оснащались дополнительными 20-мм бортовыми и 30-мм лобовыми бронеплитами по типу Ausf. E. Несколько Ausf. D были в 1943 году перевооружены длинноствольными орудиями Kw.K. 40 L/48, но эти переоборудованные танки использовались лишь в качестве учебных.
- 4.Serie/B.W. — 200

-  Pz.Kpfw. IV Ausf. D — 184 (80501 — 80684), включая одно шасси (80625) для тестов, Krupp-Gruson, 1939—1940 годы
-  Brückenleger IVb — 16 (80685 — 80700), в мае 1941 года 13 из них были переделаны в линейные танки, получив подбашенные коробки с башнями от Ausf. E, а 2 — в Infanterie Sturmgesteg IV, Krupp-Gruson, 1940 год

- 5.Serie/B.W. — 48

-  Pz.Kpfw. IV Ausf. D — 48 (80701 — 80748), Krupp-Gruson, 1940 год

Кроме того, в августе 1940 года 2 шасси были сделаны для Pz.Sfl. IV (10 cm).

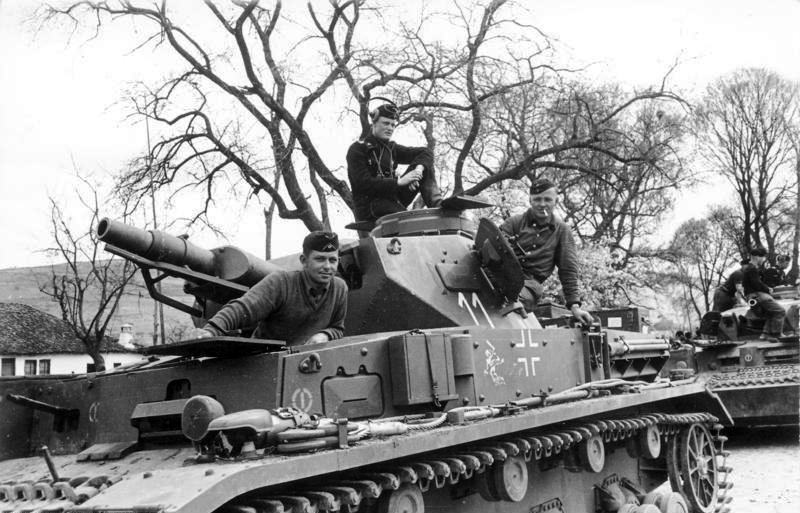
Pz.Kpfw. IV Ausf. E. Югославия, 1941

Появление новой модификации, 6.Serie/B.W. или Ausf. E, было вызвано прежде всего недостаточностью броневой защиты машин ранних серий, продемонстрированной ещё во время Польской кампании. На Ausf. E, толщина нижней лобовой плиты была доведена до 50 мм, кроме этого стала стандартной установка дополнительных 30-мм плит над верхней лобовой и 20-мм — над боковыми плитами, хотя на незначительной части танков ранних выпусков дополнительные 30-мм плиты не устанавливались. Броневая защита башни, вместе с тем, осталась прежней — 30 мм для лобовой плиты, 20 мм для бортовых и кормовой плит и 35 мм для маски орудия. Была введена новая командирская башенка, с толщиной вертикального бронирования от 50 до 95 мм. Был также уменьшен наклон кормовой стенки башни, теперь изготавливавшейся из цельного листа, без «наплыва» для башенки, а на машинах позднего выпуска к корме башни стал крепиться небронированный ящик для снаряжения. Помимо этого, танки Ausf. E отличались рядом менее заметных изменений — новым смотровым прибором водителя, упрощёнными ведущими и направляющими колёсами, улучшенной конструкцией различных люков и смотровых лючков и введением башенного вентилятора. Заказ на шестую серию Pz.Kpfw. IV составил 223 единицы, но был выполнен не полностью в период с октября 1940 по апрель 1941 года.
- 6.Serie/B.W. — 206

-  Pz.Kpfw. IV Ausf. E — 200 (80801 — 81000), Krupp-Gruson, 1940—1941 годы
-  Brückenleger IVc — 4 (81001 — 81004), Krupp-Gruson, 1941 год
-  Pz.Kpfw. IV Ausf. E с новой ходовой частью — 2 (81005, 81006), Krupp-Gruson, 1941 год

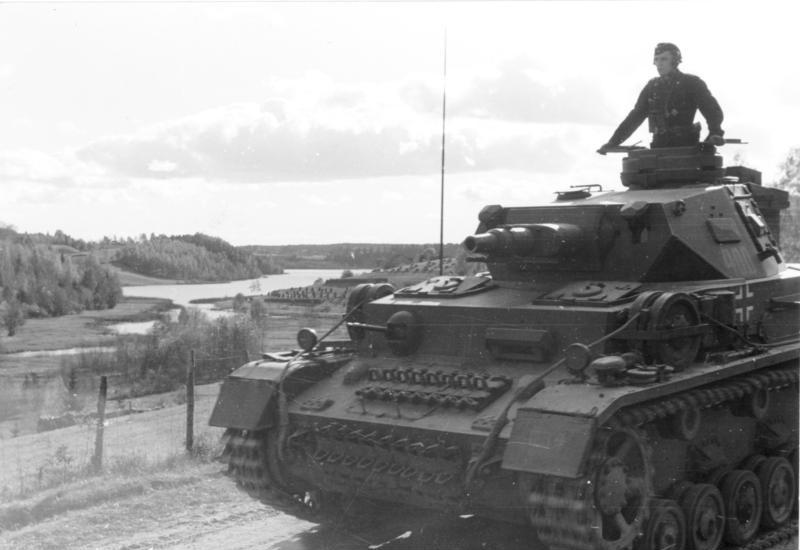
Pz.Kpfw. IV Ausf. F. Финляндия, 1941

Экранирование дополнительной бронёй (на 20-30 мм), применявшееся на предыдущих модификациях, было нерациональным и рассматривалось лишь как временное решение, что и стало причиной появления следующей модификации, 7.Serie/B.W. или Ausf. F. Вместо применения навесной брони, толщина лобовой верхней плиты корпуса, лобовой плиты башни и маски орудия была доведена до 50 мм, а толщина бортов корпуса и бортов и кормы башни — до 30 мм. Ломаная верхняя лобовая плита корпуса была вновь заменена прямой, но на этот раз с сохранением курсового пулемёта, а бортовые люки башни получили двойные створки. В связи с тем, что масса танка после внесённых изменений выросла на 22,5 % по сравнению с Ausf. A, для снижения удельного давления на грунт были введены более широкие гусеницы. Другие, менее заметные изменения, включали введение вентиляционных воздухозаборников в среднем лобовом листе для охлаждения тормозов, иное расположение глушителей и слегка изменённые в связи с утолщением брони смотровые приборы и установку курсового пулемёта. На модификации Ausf. F к производству Pz.Kpfw. IV впервые подключились другие фирмы, помимо «Крупп». Последняя получила первый заказ на 500 машин седьмой серии, позднее заказы на 100 и 50 единиц получили фирмы «Фомаг» и «Нибелунгенверке». Из этого количества, с апреля 1941 года по февраль 1942 года, до переключения производства на модификацию Ausf. F2, было выпущено 470 танков, ещё одна, уже собранная на заводе Vomag машина (№ 82565) была перевооружена пушкой 7,5 cm Kw.K.40 L/43.
- 7.Serie/B.W. — 472, из них танков — 470

-  Pz.Kpfw. IV Ausf. F — 395 (82001 — 82395), включая 2 шасси для Munitionsschlepper für Karl-gerät, Krupp-Gruson, 1941—1942 годы
-  Pz.Kpfw. IV Ausf. F — 64 (82501 — 82564), Vomag, 1941—1942 годы
-  Pz.Kpfw. IV Ausf. F — 13 (82601 — 82613), Nibelungenwerke, 1941—1942 годы

### Panzerkampfwagen IV Ausf. F2 — Ausf. J
Хотя основным назначением 75-мм пушки Pz.Kpfw. IV являлось уничтожение небронированных, или слабобронированных целей, наличие в её боекомплекте бронебойного снаряда позволяло танку успешно бороться и с бронетехникой, защищённой противопульным или лёгким противоснарядным бронированием. Но против танков с мощным противоснарядным бронированием, таких как британская «Матильда» или советские КВ и Т-34, она оказалась совершенно неэффективна. Ещё в 1940 — начале 1941 года, успешное боевое применение «Матильды» активизировало работы по перевооружению Pz.Kpfw. IV орудием с лучшими противотанковыми возможностями. С 19 февраля 1941 года по личному приказу А. Гитлера были начаты работы по вооружению танка 50-мм пушкой Kw.K. 38 L/42, устанавливавшейся также на Pz.Kpfw. III, и в дальнейшем меры по усилению вооружения Pz.Kpfw. IV продвигались также под его контролем. В апреле, один Pz.Kpfw. IV Ausf. D был перевооружён новейшей, более мощной, 50-мм пушкой Kw.K. 39 L/60 для демонстрации Гитлеру к его дню рождения, 20 апреля. Был даже намечен выпуск серии из 80 танков с таким вооружением с августа 1941 года, но к тому времени интерес Управления вооружений (Heereswaffenamt) сместился к 75-мм длинноствольному орудию и от этих планов отказались.

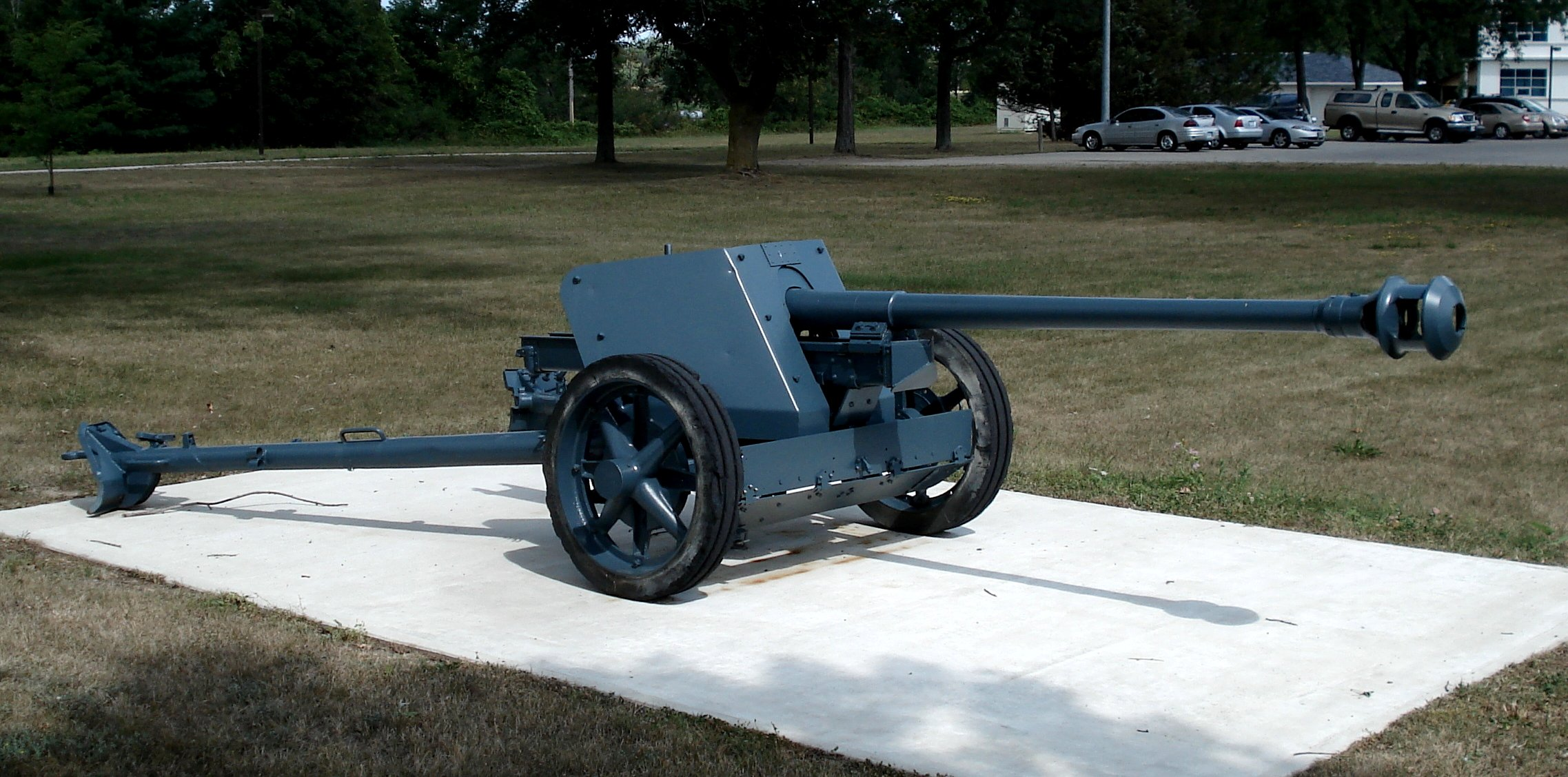
Противотанковое орудие 7,5 cm Pak.40 L/46

Поскольку KwK 39 уже была утверждена в качестве вооружения для Pz.Kpfw. III, для Pz.Kpfw. IV было решено выбрать ещё более мощное орудие, которое нельзя было бы установить на Pz.Kpfw. III с его меньшим диаметром погона башни. Ещё с марта 1941 года «Крупп» в качестве альтернативы 50-мм пушке рассматривала новую 75-мм пушку с длиной ствола в 40 калибров, предназначавшуюся для перевооружения штурмовых орудий StuG. III. На дистанции в 400 метров она пробивала 70-мм броню при угле встречи в 60°, но так как Управление вооружений требовало, чтобы ствол орудия не выступал за габариты корпуса танка, его длина была уменьшена до 33 калибров, что повлекло снижение бронепробиваемости до 59 мм при тех же условиях. Была также запланирована разработка подкалиберного бронебойного снаряда с отделяющимся поддоном, пробивавшего 86-мм броню при тех же условиях. Работы по перевооружению Pz.Kpfw. IV новым орудием шли успешно, и в декабре 1941 года был построен первый прототип с пушкой 7,5 cm Kw.K. L/34,5 (танковая версия орудия 7,5 cm FK 38).
Тем временем началось вторжение в СССР, в ходе которого германские войска столкнулись с танками Т-34 и КВ, малоуязвимыми для основных танковых и противотанковых орудий вермахта и при этом несущими 76-мм пушку, пробивавшую лобовую броню германских танков, состоявших тогда на вооружении Панцерваффе практически на любых реальных дистанциях боя. Специальная комиссия, посланная на фронт в ноябре 1941 года для изучения этого вопроса, рекомендовала перевооружение германских танков таким орудием, которое позволило бы им поражать советские машины с больши́х дистанций, оставаясь вне радиуса эффективного огня последних. 18 ноября 1941 года была инициирована разработка танкового орудия, аналогичного по своим возможностям новому 75-мм противотанковому орудию Pak. 40. Такое орудие, первоначально получившее обозначение Kw.K.44, было разработано совместно фирмами «Крупп» и «Рейнметалл». Ствол перешёл к нему от противотанкового орудия без изменений, но так как выстрелы последнего были слишком длинны для использования в танке, для танковой пушки была разработана более короткая и толстая гильза, что повлекло переделку казённой части орудия и уменьшение общей длины ствола до 43 калибров. Kw.K.44 получила также отличающийся от противотанковой пушки однокамерный дульный тормоз сферической формы. В таком виде орудие было принято на вооружение как 7,5 cm Kw.K.40 L/43.

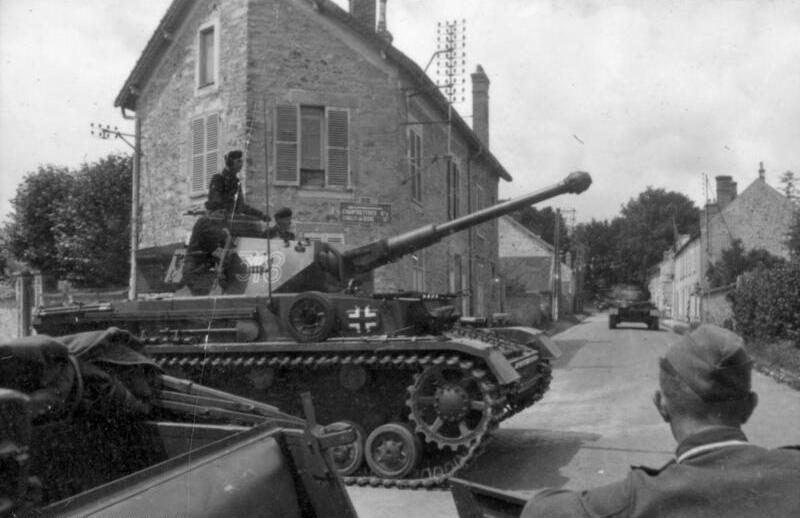
Pz.Kpfw. IV Ausf. F2, Франция, июль 1942

Pz.Kpfw. IV с новым орудием первоначально обозначались как «переоборудованные» (нем. 7.Serie/B.W.-Umbau или Ausf. F-Umbau), но вскоре получили обозначение Ausf. F2, в то время как машины Ausf. F со старыми орудиями стали именоваться Ausf. F1, чтобы избежать путаницы. Обозначение танка по единой системе при этом изменилось на Sd.Kfz.161/1. За исключением иного орудия и связанных с этим мелких изменений, таких как установка нового прицела, новых укладок для выстрелов и слегка изменённая бронировка противооткатных устройств пушки, Ausf. F2 ранних выпусков были идентичны танкам Ausf. F1. После месячного перерыва, связанного с переходом на новую модификацию, выпуск Ausf. F2 начался в марте 1942 года. 5 июня 1942 года вышел приказ о переименовании модели в Pz.Kpfw. IV Ausf. G и присвоения обозначения 8.Serie/B.W.

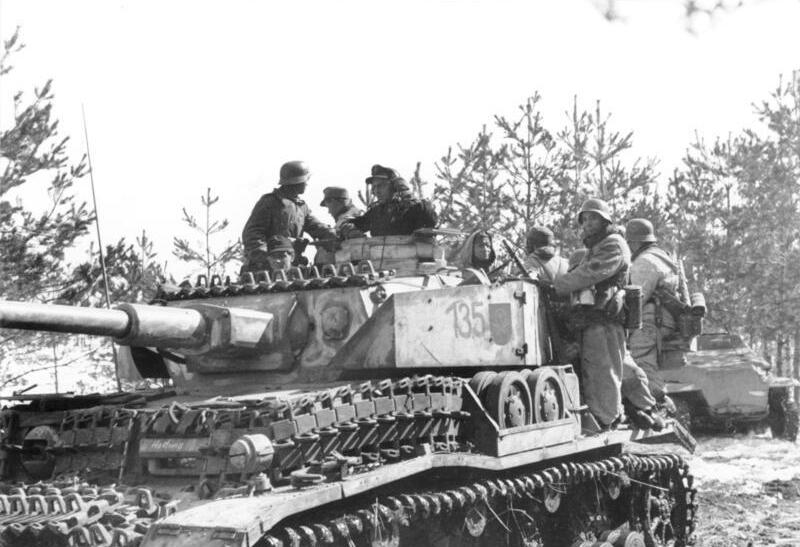
Pz.Kpfw. IV 4-й танковой дивизии Вермахта, СССР, 21 марта 1944

- 8.Serie/B.W. — 228. Перешла из 7.Serie/B.W. в виду перевооружения[32]

-  Pz.Kpfw. IV Ausf. F2 — 105 (82396 — 82500), Krupp-Gruson, 1942 год
-  Pz.Kpfw. IV Ausf. F2 — 36 (82565 — 82600), Vomag, 1942 год
-  Pz.Kpfw. IV Ausf. F2 — 87 (82614 — 82700), Nibelungenwerke, 1942 год

Танк с № 82565 был взят из 7.Serie/B.W. и первым получил новое орудие в марте 1942 года.
Появление следующей модификации Pz.Kpfw. IV изначально не было вызвано какими-либо изменениями в конструкции танка. В июне — июле 1942 года приказами Управления вооружений обозначение Pz.Kpfw. IV с длинноствольными орудиями было изменено на 8.Serie/B.W. или Ausf. G, а в октябре обозначение Ausf. F2 было окончательно упразднено и для ранее выпущенных танков этой модификации. Первые танки, выпущенные как Ausf. G, таким образом, были идентичны своим предшественникам, но в ходе дальнейшего производства в конструкцию танка вносилось всё больше изменений. Ausf. G ранних выпусков ещё несли по сквозной системе обозначений индекс Sd.Kfz.161/1, на машинах поздних выпусков сменившийся на Sd.Kfz.161/2. Первые изменения, внесённые уже летом 1942 года, включали новый двухкамерный дульный тормоз грушевидной формы, ликвидацию смотровых приборов в передних бортовых плитах башни и смотрового лючка заряжающего в её лобовой плите, перенос дымовых гранатомётов с кормы корпуса на борта башни и систему облегчения пуска в зимних условиях.
- 8.Serie/B.W. — 1700

-  Pz.Kpfw. IV Ausf. G — 800 (83201 — 84000), Krupp-Gruson, 1942—1943 годы
-  Pz.Kpfw. IV Ausf. G — 400 (84501 — 84900), Vomag, 1942—1943 годы
-  Pz.Kpfw. IV Ausf. G — 500 (82700 — 83200), Nibelungenwerke, 1942—1943 годы

Так как 50-мм лобовая броня Pz.Kpfw. IV всё ещё оставалась недостаточной, не обеспечивая адекватной защиты от 57-мм и 76-мм орудий, она вновь была усилена путём приварки или, на машинах поздних выпусков, крепления болтами дополнительных 30-мм плит над верхней и нижней лобовыми плитами корпуса. Толщина лобовой плиты башни и маски орудия, вместе с тем, по-прежнему составляла 50 мм и в процессе дальнейшей модернизации танка уже не увеличивалась. Внедрение дополнительного бронирования началось ещё на Ausf. F2, когда в мае 1942 года были выпущены 8 танков с увеличенной толщиной брони, но продвигалось медленно. К ноябрю с усиленным бронированием выпускалось лишь около половины машин, и лишь с января 1943 года оно стало стандартом для всех новых танков. Другим значительным изменением, введённым на Ausf. G с весны 1943 года, стала замена пушки Kw.K.40 L/43 на Kw.K.40 L/48 с длиной ствола 48 калибров, обладавшую несколько более высокой бронепробиваемостью.

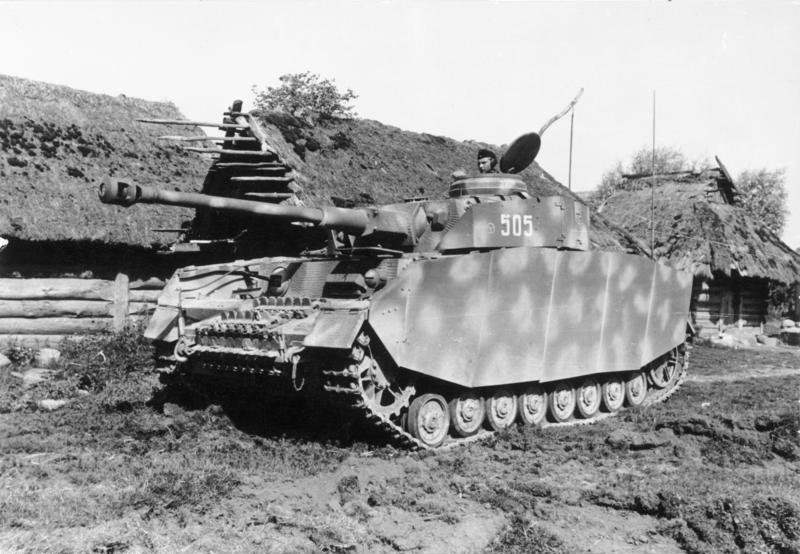
Pz.Kpfw. IV Ausf. H с бортовыми экранами и циммеритовым покрытием. Восточный фронт СССР, июль 1944

Следующая модификация, Ausf. H, стала самой массовой. Первые танки под этим обозначением, сошедшие с конвейера в мае 1943 года, отличались от последних Ausf. G лишь утолщением переднего листа крыши башни до 16 мм и заднего — до 25 мм, а также усиленными бортовыми передачами с литыми ведущими колёсами, но первые 30 танков Ausf. H из-за задержек с поставками новых комплектующих получили только утолщённую крышу. С лета того же года вместо дополнительного 30-мм бронирования корпуса для упрощения производства были введены цельнокатаные 80-мм плиты. Кроме того, были введены навесные противокумулятивные экраны из 5-мм листов, устанавливавшиеся на большинстве Ausf. H. В связи с этим, за ненадобностью были ликвидированы смотровые приборы в бортах корпуса и башни. С сентября танки получили покрытие вертикального бронирования циммеритом для защиты от магнитных мин.
Танки Ausf. H поздних выпусков получили турельное крепление для пулемёта MG-42 у люка командирской башенки, а также вертикальную кормовую плиту вместо наклонной, бывшей на всех предыдущих модификациях танков. В ходе производства были также введены различные изменения, направленные на удешевление и упрощение производства, такие как введение необрезиненных поддерживающих катков и ликвидация перископического смотрового прибора водителя. С декабря 1943 года лобовые плиты корпуса начали соединяться с бортовыми соединением «в шип», для усиления стойкости при снарядных попаданиях. Производство Ausf. H продолжалось до марта 1944 года.
- 9.Serie/B.W. — 2414, из них танков — 2324

-  Pz.Kpfw. IV Ausf. H — 391 (84401 — 84791), Krupp-Gruson, 1943 год
-  Pz.Kpfw. IV Ausf. H — 693 (84901 — 85350, 86151 — 86393), Vomag, 1943—1944 годы. Еще одно шасси было использовано для изготовления прототипа Jagdpanzer IV.
-  Pz.Kpfw. IV Ausf. H — 1330 (85351 — 85750, 86601 — 87100, 89101 — 89530), включая 30 шасси для StuG. IV и 60 для StuPz. IV, Nibelungenwerke, 1943—1944 годы

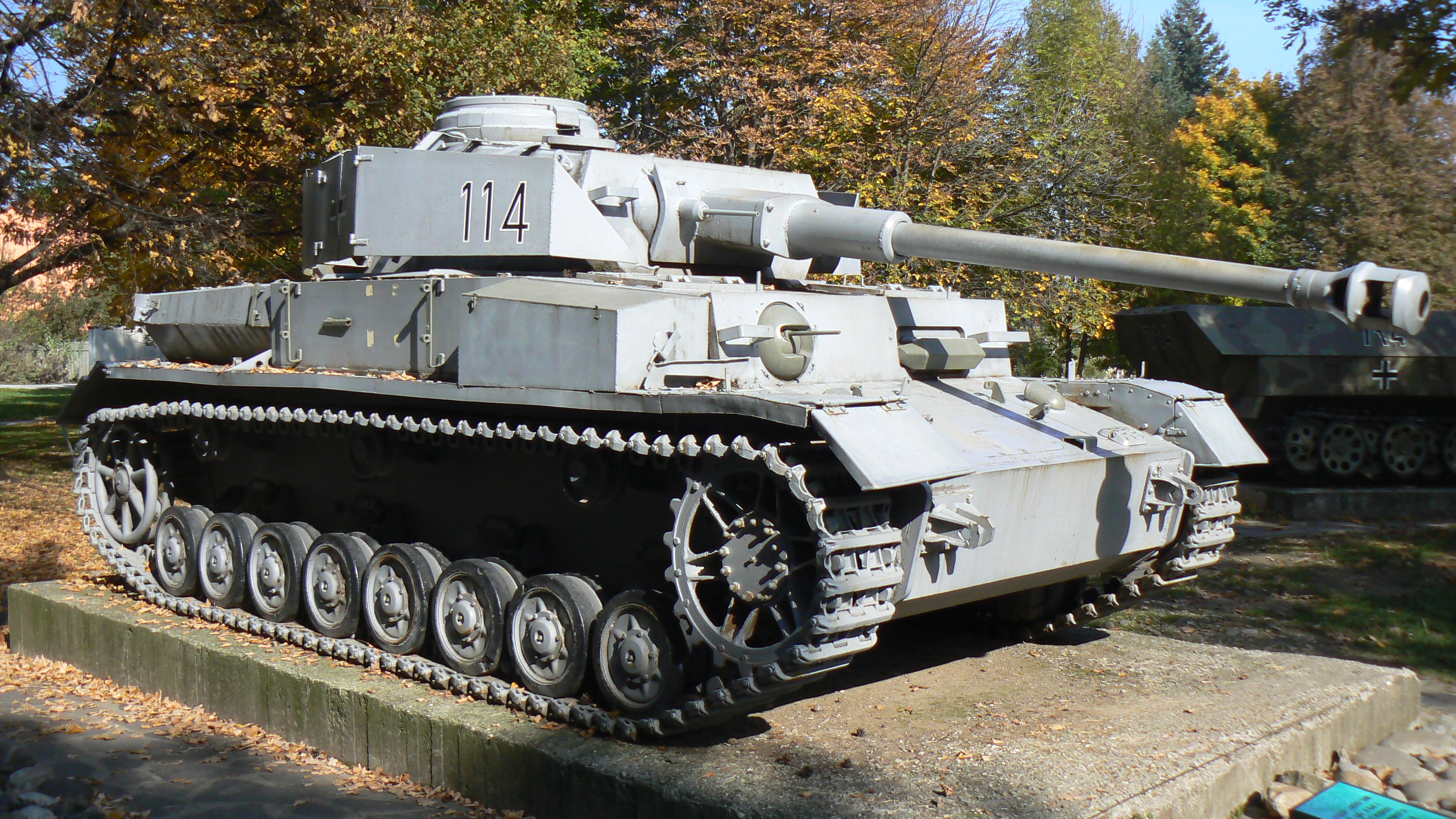
Музейный вариант Pz.Kpfw. IV Ausf. J

Появление в феврале 1944 года на сборочных линиях модификации Ausf. J было связано со стремлением как можно более удешевить и упростить производство танка в условиях ухудшающегося стратегического положения Германии. Единственным, но существенным изменением, отличавшим первые Ausf. J от последних Ausf. H, стала ликвидация электропривода поворота башни и связанных с ним вспомогательного карбюраторного двигателя с генератором. Вскоре после начала выпуска новой модификации были ликвидированы пистолетные порты в корме и бортах башни, бесполезные из-за экранов, а также упрощена конструкция других лючков. С июля на месте ликвидированного вспомогательного двигателя начали устанавливать дополнительный топливный бак ёмкостью в 200 литров, но борьба с его подтеканием затянулась до сентября 1944 года. Кроме этого, 12-мм крышу корпуса начали усиливать приваркой дополнительных 16-мм листов. Все последующие изменения были направлены на дальнейшее упрощение конструкции, наиболее заметными среди них были отказ от циммеритового покрытия в сентябре и сокращение числа поддерживающих катков до трёх на борт в декабре 1944 года. Производство танков модификации Ausf. J продолжалось почти до самого конца войны, по апрель 1945 года, но снижение темпов производства, связанное с ослаблением промышленности Германии и трудностями с поставками сырья, привели к тому, что было выпущено 3190 танков этой модификации.
- 10.Serie/B.W. — 3420, из них танков — 3160

-  Pz.Kpfw. IV Ausf. J — 180 (86394 — 86573), Vomag, 1944 год. Кроме того 26 шасси было использовано для изготовления Sturmpanzer IV.
-  Pz.Kpfw. IV Ausf. J — 3240 (89531 — 90600, 91301 — 93250, в диапазоне 110001 — 110272), в том числе порядка 260 шасси для Sturmpanzer IV. Кроме того 28 танков (№ в диапазоне 110203 — 110415) были выпущены уже под контролем Советских властей (позже переданы Болгарии), Nibelungenwerke, 1944—1945 годы

### Объёмы производства
| Таблица 1. Количество выпущенных Pz.Kpfw. IV по годам |      |      |      |      |      |      |      |      |      |       |
|                                                       | 1937 | 1938 | 1939 | 1940 | 1941 | 1942 | 1943 | 1944 | 1945 | Всего |
| Pz.Kpfw. IV с Kw.K. 37 L/24                           | 13   | 102  | 147  | 290  | 484  | 124  |      |      |      | 1160  |
| Pz.Kpfw. IV с Kw.K. 40 L/43, L/48                     |      |      |      |      |      | 870  | 2983 | 3125 | 435  | 7413  |
| Всего                                                 | 13   | 102  | 147  | 290  | 484  | 994  | 2983 | 3125 | 435  | 8573  |

| Год  | Модель               | Производитель    | январь | февраль | март  | апрель  | май      | июнь  | июль  | август | сентябрь | октябрь | ноябрь | декабрь  | Всего |
| ---- | -------------------- | ---------------- | ------ | ------- | ----- | ------- | -------- | ----- | ----- | ------ | -------- | ------- | ------ | -------- | ----- |
| 1937 | Pz.Kpfw. IV Ausf. A  | Krupp-Grusonwerk |        |         |       |         |          |       |       |        |          | 13      | 13     | 13       | 13    |
| 1938 | Pz.Kpfw. IV Ausf. A  | Krupp-Grusonwerk | 22     | 22      | 22    | 22      | 22       |       |       |        |          |         |        |          | 22    |
| 1938 | Pz.Kpfw. IV Ausf. В  | Krupp-Grusonwerk |        |         |       |         | 42       | 42    | 42    | 42     | 42       |         |        |          | 42    |
| 1938 | Pz.Kpfw. IV Ausf. С  | Krupp-Grusonwerk |        |         |       |         |          |       |       |        |          | 38      | 38     | 38       | 38    |
| 1939 | Pz.Kpfw. IV Ausf. С  | Krupp-Grusonwerk | 16     | 17      | 16    | 11      | 11       | 10    | 11    | 10     |          |         |        |          | 102   |
| 1939 | Pz.Kpfw. IV Ausf. D  | Krupp-Grusonwerk |        |         |       |         |          |       |       |        |          | 20      | 11     | 14       | 45    |
| 1940 | Pz.Kpfw. IV Ausf. D  | Krupp-Grusonwerk | 20     | 20      | 24    | 20      | 20       | 23    | 26    | 30     | 17       | 3       |        |          | 203   |
| 1940 | Pz.Kpfw. IV Ausf. E  | Krupp-Grusonwerk |        |         |       |         |          |       |       |        |          | 27      | 30     | 30       | 87    |
| 1941 | Pz.Kpfw. IV Ausf. С  | Krupp-Grusonwerk |        |         |       | 4*      |          |       |       |        |          |         |        |          | 4     |
| 1941 | Pz.Kpfw. IV Ausf. D  | Krupp-Grusonwerk |        |         |       |         | 13**/*** |       |       |        |          |         |        |          | 13    |
| 1941 | Pz.Kpfw. IV Ausf. E  | Krupp-Grusonwerk | 35**** | 26      | 28    | 30***** |          |       |       |        |          |         |        |          | 119   |
| 1941 | Pz.Kpfw. IV Ausf. F  | Krupp-Grusonwerk |        |         |       | 2       | 16***    | 38    | 38    | 42     | 42       | 43      | 39     | 45       | 305   |
| 1941 | Pz.Kpfw. IV Ausf. F  | Vomag            |        |         |       |         |          |       |       | 2      | 4        | 8       | 12     | 14       | 40    |
| 1941 | Pz.Kpfw. IV Ausf. F  | Nibelungenwerke  |        |         |       |         |          |       |       |        |          |         | 1      | 2        | 3     |
| 1942 | Pz.Kpfw. IV Ausf. F  | Krupp-Grusonwerk | 45     | 45      |       |         |          |       |       |        |          |         |        |          | 90    |
| 1942 | Pz.Kpfw. IV Ausf. F  | Vomag            | 12     | 12      |       |         |          |       |       |        |          |         |        |          | 24    |
| 1942 | Pz.Kpfw. IV Ausf. F  | Nibelungenwerke  | 4      | 6       |       |         |          |       |       |        |          |         |        |          | 10    |
| 1942 | Pz.Kpfw. IV Ausf. F2 | Krupp-Grusonwerk |        |         |       | 60      | 57       |       |       |        |          |         |        |          | 117   |
| 1942 | Pz.Kpfw. IV Ausf. F2 | Vomag            |        |         | 1     | 15      | 20       |       |       |        |          |         |        |          | 36    |
| 1942 | Pz.Kpfw. IV Ausf. F2 | Nibelungenwerke  |        |         |       | 5       | 8        |       |       |        |          |         |        |          | 13    |
| 1942 | Pz.Kpfw. IV Ausf. G  | Krupp-Grusonwerk |        |         |       |         |          | 45    | 54    | 50     | 50       | 50      | 50     | 65       | 364   |
| 1942 | Pz.Kpfw. IV Ausf. G  | Vomag            |        |         |       |         |          | 13    | 20    | 20     | 22       | 26      | 31     | 45       | 177   |
| 1942 | Pz.Kpfw. IV Ausf. G  | Nibelungenwerke  |        |         |       |         |          | 14    | 14    | 14     | 21       | 23      | 32     | 45       | 163   |
| 1943 | Pz.Kpfw. IV Ausf. G  | Krupp-Grusonwerk | 67     | 71      | 80    | 88      | 72       | 46    |       |        |          |         |        |          | 424   |
| 1943 | Pz.Kpfw. IV Ausf. G  | Vomag            | 46     | 50      | 55    | 65      | 6        | 1     |       |        |          |         |        |          | 223   |
| 1943 | Pz.Kpfw. IV Ausf. G  | Nibelungenwerke  | 50     | 50      | 70    | 60      | 115      | 66    |       |        |          |         |        |          | 411   |
| 1943 | Pz.Kpfw. IV Ausf. H  | Krupp-Grusonwerk |        |         |       |         | 10       | 21    | 54    | 67     | 64       | 73      | 50     | 22       | 361   |
| 1943 | Pz.Kpfw. IV Ausf. H  | Vomag            |        |         |       |         | 69       | 66    | 65    | 75     | 75       | 85      | 68     | 91****** | 594   |
| 1943 | Pz.Kpfw. IV Ausf. H  | Nibelungenwerke  |        |         |       |         |          | 54    | 125   | 141    | 150      | 170     | 120    | 210      | 970   |
| 1944 | Pz.Kpfw. IV Ausf. H  | Krupp-Grusonwerk | 30     |         |       |         |          |       |       |        |          |         |        |          | 30    |
| 1944 | Pz.Kpfw. IV Ausf. H  | Vomag            | 100    |         |       |         |          |       |       |        |          |         |        |          | 100   |
| 1944 | Pz.Kpfw. IV Ausf. H  | Nibelungenwerke  | 170    | 100     |       |         |          |       |       |        |          |         |        |          | 270   |
| 1944 | Pz.Kpfw. IV Ausf. J  | Vomag            |        | 52      | 60    | 40      | 28       |       |       |        |          |         |        |          | 180   |
| 1944 | Pz.Kpfw. IV Ausf. J  | Nibelungenwerke  |        | 100     | 250   | 259     | 274      | 300   | 300   | 300    | 180      | 187     | 200    | 195      | 2545  |
| 1945 | Pz.Kpfw. IV Ausf. J  | Nibelungenwerke  | 170    | 160     | 55    | 50      |          |       |       |        |          |         |        |          | 435   |
|      | Итого                | Итого            | Итого  | Итого   | Итого | Итого   | Итого    | Итого | Итого | Итого  | Итого    | Итого   | Итого  | Итого    | 8573  |

*Переделаны из Brukenleger IVa
**Переделаны из Brukenleger IVb. 8 из них стали Munitionsschlepper für Karl-gerät. На оставшиеся 5 шасси были установлены башни с переделанных в аналогичные машины Pz.Kpfw. IV Ausf. F.
***Из них 13 изготовлены как Munitionsschlepper für Karl-gerät: 8 Ausf. D (Mörser  №№ I — IV) и 5 Ausf. F (Mörser  №№ V — VI и одна для № VII; позже, под № 2, к ней добавится машина на шасси Ausf. Е).
**** Включая 4 шасси для Brukenleger IVс
*****Включая 2 танка с экспериментальной ходовой частью
******Включая одно шасси для прототипа PzJg IV
Примечания:
1. Из 61 танка, построенного в январе 1942 года, было сдано 59. 2 машины были сданы в марте с новой пушкой Kw.K. 40 L/43
2. Из 63 танков, построенных в феврале 1942 года, было сдано 58. 5 машин были сданы в марте с новой пушкой Kw.K. 40 L/43
3. Выделить, сколько в 1942-43 годах было выпущено танков с Kw.K. 40 L/43 или L/48 крайне затруднительно, поскольку вплоть до апреля 1943 они выпускались параллельно. Дело в том, что ещё в марте 1942 года испытали танковую пушку с удлинённым до 48 калибров стволом. Благодаря этому изменению начальная скорость снаряда сравнялась с Pak. 40 и составила 820 м/с. В серию новое орудие, получившее обозначение 7,5 cm Kw.K. 40 L/48, запустили 15 августа 1942 года.

| Модель                            | Год   | январь | февраль | март  | апрель | май   | июнь  | июль  | август | сентябрь | октябрь | ноябрь | декабрь | Всего |
| --------------------------------- | ----- | ------ | ------- | ----- | ------ | ----- | ----- | ----- | ------ | -------- | ------- | ------ | ------- | ----- |
| Brukenleger IVа                   | 1940  |        |         | 4     |        |       |       |       |        |          |         |        |         | 4     |
| Brukenleger IVb                   | 1940  |        |         | 6     | 10     |       |       |       |        |          |         |        |         | 16    |
| Brukenleger IVs                   | 1940  |        | 2       |       |        |       |       |       |        |          |         |        |         | 2     |
| Brukenleger IVс                   | 1941  | 4      |         |       |        |       |       |       |        |          |         |        |         | 4     |
| Munitionsschlepper für Karl-gerät | 1941  |        |         |       | 2      |       |       |       |        |          |         |        |         | 2     |
| Итого                             | Итого | Итого  | Итого   | Итого | Итого  | Итого | Итого | Итого | Итого  | Итого    | Итого   | Итого  | Итого   | 28    |

Примечание: 4 Brukenleger IVa и 13 Brukenleger IVb в апреле — мае 1941 года были переделаны в линейные танки.

## Тактико-технические характеристики
| ТТХ ранних модификаций Pz.Kpfw. IV   |                           |                            |                            |                             |                             |
|                                      | Pz.Kpfw. IV Ausf. A       | Pz.Kpfw. IV Ausf. B        | Pz.Kpfw. IV Ausf. C        | Pz.Kpfw. IV Ausf. D         | Pz.Kpfw. IV Ausf. E         |
| Размеры                              |                           |                            |                            |                             |                             |
| Боевая масса, т                      | 18,4                      | 18,8                       | 19,0                       | 20,0                        | 21,0                        |
| Длина, м                             | 5,60                      | 5,92                       | 5,92                       | 5,92                        | 5,92                        |
| Ширина, м                            | 2,90                      | 2,83                       | 2,83                       | 2,84                        | 2,84                        |
| Высота, м                            | 2,65                      | 2,68                       | 2,68                       | 2,68                        | 2,68                        |
| Бронирование, мм                     |                           |                            |                            |                             |                             |
| Лоб корпуса                          | 15                        | 30                         | 30                         | 30 или 30+30                | 30—50                       |
| Борта и корма корпуса                | 15                        | 15                         | 15                         | 20                          | 20—20+20                    |
| Лоб башни                            | 15                        | 30                         | 30                         | 30—35                       | 30—35                       |
| Борта и корма башни                  | 15                        | 15                         | 15                         | 20                          | 20                          |
| Крыша                                | 10—12                     | 10—12                      | 10—12                      | 10—12                       | 10—12                       |
| Днище                                | 5                         | 5                          | 5                          | 10                          | 10                          |
| Вооружение                           |                           |                            |                            |                             |                             |
| Пушка                                | 75-мм Kw.K. 37            | 75-мм Kw.K. 37             | 75-мм Kw.K. 37             | 75-мм Kw.K. 37              | 75-мм Kw.K. 37              |
| Пулемёты                             | 2 × 7,92-мм MG-13         | 1 × 7,92-мм MG-34          | 1 × 7,92-мм MG-34          | 2 × 7,92-мм MG-34           | 2 × 7,92-мм MG-34           |
| Боекомплект, выстрелов / патронов    | 122 / 3000                | 80 / 2400                  | 80 / 2400                  | 80 / 2700                   | 80 / 2700                   |
| Подвижность                          |                           |                            |                            |                             |                             |
| Двигатель                            | Maybach HL 108T 265 л. с. | Maybach HL 120TR 300 л. с. | Maybach HL 120TR 300 л. с. | Maybach HL 120TRM 300 л. с. | Maybach HL 120TRM 300 л. с. |
| Удельная мощность, л. с./т           | 13,6                      | 16,0                       | 15,8                       | 15,0                        | 14,3                        |
| Максимальная скорость по шоссе, км/ч | 31                        | 40                         | 40                         | 40                          | 42                          |
| Средняя скорость по просёлку, км/ч   | 17                        | 20                         | 20                         | 20                          | 20                          |
| Запас хода по шоссе, км              | 150                       | 200                        | 200                        | 200                         | 200                         |
| Запас хода по просёлку, км           |                           |                            |                            |                             |                             |
| Удельное давление на грунт, кг/см²   | 0,69                      | 0,70                       | 0,75                       | 0,77                        | 0,79                        |
| Преодолеваемый ров, м                | 2,6                       | 2,3                        | 2,3                        | 2,3                         | 2,3                         |
| Преодолеваемая стенка, м             | 0,71                      | 0,60                       | 0,60                       | 0,60                        | 0,60                        |
| Преодолеваемый брод, м               | 0,80                      | 0,80                       | 0,80                       | 1,00                        | 1,00                        |

| ТТХ поздних модификаций Pz.Kpfw. IV  |                             |                             |                              |                             |                                |
|                                      | Pz.Kpfw. IV Ausf. F1        | Pz.Kpfw. IV Ausf. F2        | Pz.Kpfw. IV Ausf. G          | Pz.Kpfw. IV Ausf. H         | Pz.Kpfw. IV Ausf. J            |
| Размеры                              |                             |                             |                              |                             |                                |
| Боевая масса, т                      | 22,3                        | 23,0                        | 23,5                         | 25,7                        | 25,0                           |
| Длина, м                             | 5,92                        | 5,92 / 6,62                 | 5,92 / 6,62                  | 5,92 / 7,02                 | 5,92 / 7,02                    |
| Ширина, м                            | 2,84                        | 2,84                        | 2,88                         | 2,88                        | 2,88                           |
| Высота, м                            | 2,68                        | 2,68                        | 2,68                         | 2,68                        | 2,68                           |
| Бронирование, мм                     |                             |                             |                              |                             |                                |
| Лоб корпуса                          | 50                          | 50                          | 50 или 50+30                 | 80                          | 80                             |
| Борта и корма корпуса                | 20—30                       | 20—30                       | 20—30                        | 20—30                       | 20—30                          |
| Лоб башни                            | 50                          | 50                          | 50                           | 50                          | 50                             |
| Борта и корма башни                  | 30                          | 30                          | 30                           | 30                          | 30                             |
| Крыша                                | 10—12                       | 10—12                       | 10—12                        | 12—15                       | 16                             |
| Днище                                | 10                          | 10                          | 10                           | 10                          | 10                             |
| Вооружение                           |                             |                             |                              |                             |                                |
| Пушка                                | 75-мм Kw.K. 37              | 75-мм Kw.K. 40 L/43         | 75-мм Kw.K. 40 L/43 или L/48 | 75-мм Kw.K. 40 L/48         | 75-мм Kw.K.40 L/48             |
| Пулемёты                             | 2 × 7,92-мм MG-34           | 2 × 7,92-мм MG-34           | 2 × 7,92-мм MG-34            | 2 × 7,92-мм MG-34           | 2 × 7,92-мм MG-34              |
| Боекомплект, выстрелов / патронов    | 80 / 3000                   | 87 / 3000                   | 87 / 3000                    | 87 / 3150                   | 87 / 3150                      |
| Подвижность                          |                             |                             |                              |                             |                                |
| Двигатель                            | Maybach HL 120TRM 300 л. с. | Maybach HL 120TRM 300 л. с. | Maybach HL 120TRM 300 л. с.  | Maybach HL 120TRM 300 л. с. | Maybach HL 120TRM112 272 л. с. |
| Удельная мощность, л. с./т           | 13,5                        | 13,0                        | 12,8                         | 11,7                        | 10,9                           |
| Максимальная скорость по шоссе, км/ч | 42                          | 40                          | 40                           | 38                          | 38                             |
| Средняя скорость по просёлку, км/ч   | 20                          | 16                          | 16                           | 16                          | 16                             |
| Запас хода по шоссе, км              | 200                         | 200                         | 210                          | 210                         | 320                            |
| Запас хода по просёлку, км           | 130                         | 130                         | 130                          | 130                         | 210                            |
| Удельное давление на грунт, кг/см²   | 0,79                        | 0,84                        | 0,84                         | 0,89                        | 0,89                           |
| Преодолеваемый ров, м                | 2,3                         | 2,2                         | 2,2                          | 2,2                         | 2,2                            |
| Преодолеваемая стенка, м             | 0,60                        | 0,60                        | 0,60                         | 0,60                        | 0,60                           |
| Преодолеваемый брод, м               | 1,00                        | 1,00                        | 1,00                         | 1,20                        | 1,20                           |

## Описание конструкции
Pz.Kpfw. IV имел компоновку с размещением совмещённого трансмиссионного отделения и отделения управления в лобовой, моторного отделения — кормовой, а боевого отделения — в средней части машины. Экипаж танка состоял из пяти человек: механика-водителя и стрелка-радиста, располагавшихся в отделении управления, и наводчика, заряжающего и командира танка, находившихся в трёхместной башне.

### Броневой корпус и башня
Башня танка Pz.Kpfw. IV давала возможность модернизировать орудие танка. Внутри башни располагались командир, наводчик и заряжающий. Место командира находилось непосредственно под командирской башенкой, наводчик располагался слева от казённой части пушки, заряжающий — справа. Дополнительную защиту обеспечивали противокумулятивные экраны, устанавливавшиеся также на борта. Командирская башенка в задней части башни давала танку неплохую обзорность. Башня имела электрический привод поворота.

### Вооружение
Ранние модификации Pz.Kpfw. IV вооружались короткоствольной пушкой Kw.K. 37 L/24, так как изначально они предполагались использоваться больше для штурма укреплений, а не для поражения бронетехники. Однако боевая обстановка в 1941 году показала, что против советских Т-34 и КВ-1, Pz.Kpfw. IV мало чего мог противопоставить. Введение пушки Kw.K. 40 как вооружение Pz.Kpfw. IV сделало его универсальным танком, так как он смог вполне эффективно бороться с любой вражеской бронетехникой. Но теперь немецкий осколочно-фугасный, выпущенный из пушки KwK 40 L/48, проигрывал советскому снаряду ОФ-350А выпущенному из пушки Ф-34 и по фугасному, и по осколочному действию.  
| Боеприпасы пушек Kw.K. 37 L/24 и Kw.K. 40 L/43 и L/48                                    |             |                    |                   |             |                                           |                        |
| Тип снаряда                                                                              | Марка       | Масса выстрела, кг | Масса снаряда, кг | Масса ВВ, г | Дульная скорость, м/с, L/24 / L/43 / L/48 | Дальность табличная, м |
| Бронебойные снаряды                                                                      |             |                    |                   |             |                                           |                        |
| бронебойный тупоголовый с защитным и баллистическим наконечниками, трассирующий          | PzGr. 39    | 11,52 (Kw.K. 40)   | 6,80              | 20          | 385 /740/790                              |                        |
| бронебойный подкалиберный «катушечного» типа с баллистическим наконечником, трассирующий | PzGr. 40    |                    | 4,10              | —           | / / 930                                   |                        |
| бронебойный кумулятивный, трассирующий                                                   | Gr. 38 HL/C |                    | 4,44              |             | 450                                       |                        |
| Осколочно-фугасные снаряды                                                               |             |                    |                   |             |                                           |                        |
| осколочно-фугасный, трассирующий                                                         | SprGr. 34   |                    | 5,73              | 680         | 450 /550 / 590                            |                        |
| Дымовые снаряды                                                                          |             |                    |                   |             |                                           |                        |
| Дымовой, трассирующий                                                                    | NbGr.       |                    | 6,21              |             | 455 / / 580                               |                        |

#### ТаблицабронепробиваемостидляKw.K. 37 L/24
| Вид снаряда             | K.Gr.rot Pz. (бронебойно-трассирующий) | Gr. 38 HL (кумулятивный) | Gr. 38 HL/A (кумулятивный) | Gr. 38 HL/B (кумулятивный) | Gr. 38 HL/C (кумулятивный) |
| ----------------------- | -------------------------------------- | ------------------------ | -------------------------- | -------------------------- | -------------------------- |
| Масса снаряда, кг       | 6,8                                    | 4,5                      | 4,4                        | 4,57                       | 5,0                        |
| Начальная скорость, м/с | 385                                    | 452                      | 450                        | 450                        | 450                        |
| Бронепробиваемость, мм  |                                        |                          |                            |                            |                            |
| 100 м                   | 41                                     | 45                       | 70                         | 75                         | 100                        |
| 500 м                   | 39                                     | 45                       | 70                         | 75                         | 100                        |
| 1000 м                  | 35                                     | 45                       | 70                         | 75                         | 100                        |
| 1500 м                  | 33                                     | 45                       | 70                         | 75                         | 100                        |

#### Таблица бронепробиваемости дляKw.K. 40 L/43
| Боеприпасы       | Масса снаряда | Начальная скорость | Бронепробиваемость при наклоне брони 0° | Бронепробиваемость при наклоне брони 0° | Бронепробиваемость при наклоне брони 0° | Бронепробиваемость при наклоне брони 0° | Бронепробиваемость при наклоне брони 0° |
| Боеприпасы       | Масса снаряда | Начальная скорость | 100 м                                   | 500 м                                   | 1000 м                                  | 1500 м                                  | 2000 м                                  |
| ---------------- | ------------- | ------------------ | --------------------------------------- | --------------------------------------- | --------------------------------------- | --------------------------------------- | --------------------------------------- |
| Pzgr. 39         | 6,8 кг        | 750 м/с            | 106                                     | 96                                      | 85                                      | 74                                      | 64                                      |
| Pzgr. 40         | 4,1 кг        | 930 м/с            | 143                                     | 120                                     | 97                                      | 77                                      |                                         |
| Gr. 38 HL/C (0°) | 5,0 кг        | 450 м/с            | 100                                     | 100                                     | 100                                     | 100                                     | 100                                     |

#### Таблица бронепробиваемости дляKw.K. 40 L/48
| Боеприпасы  | Масса снаряда | Начальная скорость | Бронепробиваемость при наклоне брони 30° | Бронепробиваемость при наклоне брони 30° | Бронепробиваемость при наклоне брони 30° | Бронепробиваемость при наклоне брони 30° | Бронепробиваемость при наклоне брони 30° |
| Боеприпасы  | Масса снаряда | Начальная скорость | 100 м                                    | 500 м                                    | 1000 м                                   | 1500 м                                   | 2000 м                                   |
| ----------- | ------------- | ------------------ | ---------------------------------------- | ---------------------------------------- | ---------------------------------------- | ---------------------------------------- | ---------------------------------------- |
| Pzgr. 39    | 6,8 кг        | 790 м/с            | 106                                      | 96                                       | 85                                       | 74                                       | 64                                       |
| Pzgr. 40    | 4,1 кг        | 990 м/с            | 143                                      | 120                                      | 97                                       | 77                                       |                                          |
| Gr. 38 HL/B | 4,6 кг        | 475 м/с            | 75                                       | 75                                       | 75                                       | 75                                       | 75                                       |
| Gr. 38 HL/C | 5,0 кг        | 450 м/с            | 90                                       | 90                                       | 90                                       | 90                                       | 90                                       |

### Средства наблюдения и связи
Командир танка в небоевых условиях, как правило, вёл наблюдение, стоя в люке командирской башенки. В бою для обзора местности он располагал пятью широкими смотровыми щелями по периметру командирской башенки, дававшими ему круговой обзор. Смотровые щели командира, как и у всех остальных членов экипажа, снабжались защитным триплексным стеклоблоком со внутренней стороны. На Pz.Kpfw. IV Ausf. A какого-либо дополнительного прикрытия смотровые щели не имели, но на Ausf. B щели оснастили раздвижными броневыми заслонками; в таком виде смотровые приборы командира оставались неизменными на всех последующих модификациях. Помимо этого, на танках ранних модификаций в командирской башенке имелось механическое устройство для определения курсового угла цели, с помощью которого командир мог осуществлять точное целеуказание наводчику, имевшему аналогичный прибор. Однако из-за чрезмерной сложности, эта система была ликвидирована, начиная с модификации Ausf. F2. Смотровые приборы наводчика и заряжающего на Ausf. A — Ausf. F состояли из, для каждого из них: смотрового лючка с бронекрышкой без смотровых щелей, в лобовой плите башни по сторонам от маски орудия; смотрового лючка со щелью в передних бортовых листах и смотровой щели в крышке бортового люка башни. Начиная с Ausf. G, а также на части Ausf. F2 позднего выпуска, были ликвидированы смотровые приборы в передних бортовых листах и смотровой лючок заряжающего в лобовой плите. На части танков модификаций Ausf. H и Ausf. J, в связи с установкой противокумулятивных экранов, смотровые приборы в бортах башни были полностью ликвидированы.
Основным средством наблюдения для механика-водителя Pz.Kpfw. IV служила широкая смотровая щель в лобовой плите корпуса. С внутренней стороны щель защищалась триплексным стеклоблоком, с внешней же на Ausf. A она могла закрываться простейшей откидной броневой заслонкой, на Ausf. B и последующих модификациях сменённой раздвижной заслонкой Sehklappe 30 или 50, применявшейся также на Pz.Kpfw. III. Над смотровой щелью на Ausf. A размещался перископический бинокулярный смотровой прибор K.F.F.1, но на Ausf. B — Ausf. D он был ликвидирован. На Ausf. E — Ausf. G смотровой прибор появился уже в виде усовершенствованного K.F.F.2, однако начиная с Ausf. H от него вновь отказались. Прибор выводился в два отверстия в лобовой плите корпуса и при отсутствии необходимости в нём сдвигался вправо. Стрелок-радист на большинстве модификаций каких-либо средств обзора лобового сектора, помимо прицела курсового пулемёта, не имел, но на Ausf. B, Ausf. C и части Ausf. D на месте пулемёта размещался лючок со смотровой щелью в нём. Аналогичные лючки размещались в бортовых листах на большинстве Pz.Kpfw. IV, будучи ликвидированы только на Ausf. J в связи с установкой противокумулятивных экранов. Кроме этого, у водителя имелся индикатор положения башни, одной из двух лампочек предупреждавший о развороте башни на тот или иной борт, чтобы избежать повреждения орудия при вождении в стеснённых условиях.
Для внешней связи, Pz.Kpfw. IV командиров взводов и выше оснащались УКВ-радиостанцией модели Fu 5 и приёмником Fu 2. Линейные танки оснащались только приёмником Fu 2. FuG5 имела мощность передатчика 10 Вт и обеспечивала дальность связи 9,4 км в телеграфном и 6,4 км в телефонном режиме. Для внутренней связи все Pz.Kpfw. IV оснащались танковым переговорным устройством на четверых из членов экипажа, за исключением заряжающего.

### Двигатель и трансмиссия

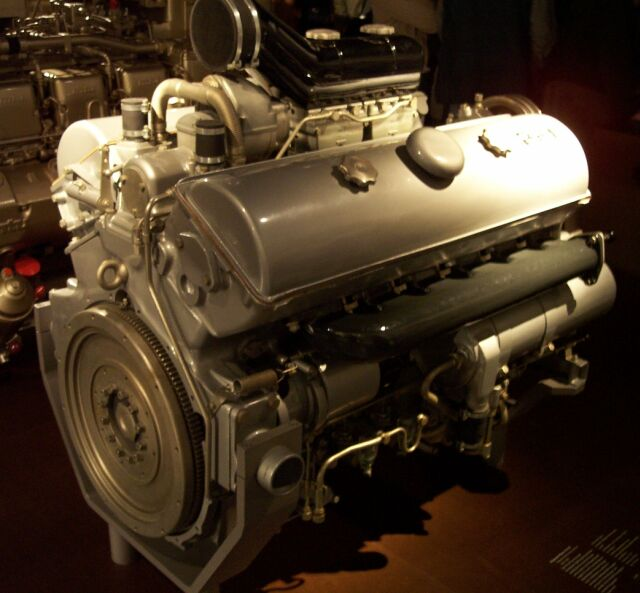
Двигатель HL 120TR

На Pz.Kpfw. IV устанавливался V-образный 12-цилиндровый четырёхтактный карбюраторный двигатель жидкостного охлаждения, моделей HL 108TR, HL 120TR и HL 120TRM фирмы «Майбах». На танках модификации Ausf. A устанавливался двигатель HL 108TR, имевший рабочий объём в 10 838 см³ и развивавший максимальную мощность в 250 л. с. при 3000 об/мин. На Pz.Kpfw. IV Ausf. B применялся двигатель HL 120TR с рабочим объёмом в 11 867 см³, развивавший мощность в 300 л. с. при 3000 об/мин, а на танках модификации Ausf. C и всех последующих — его вариант HL 120TRM, отличавшийся лишь мелкими деталями. На 2600 об/мин, рекомендованных инструкцией по эксплуатации в качестве максимальных в нормальных условиях, мощность двигателя HL 120TR составляла 265 л. с.
Двигатель размещался в моторном отделении продольно, со смещением к правому борту. Система охлаждения двигателя включала в себя два соединённых параллельно радиатора, размещавшихся в левой половине моторного отделения и два вентилятора, расположенные с правой стороны от двигателя. Радиаторы располагались под углом относительно крышки моторного отсека — для лучшей циркуляции воздуха. Циркуляция воздуха в моторном отделении осуществлялась через два бронированных воздухозаборника по обеим сторонам отделения. Топливные баки, на большинстве модификаций — три, ёмкостью 140, 110 и 170 литров, размещались также в моторном отделении. На Pz.Kpfw. IV Ausf. J был введён четвёртый бак, ёмкостью 189 литров. Топливом двигателю служил этилированный бензин с октановым числом не ниже 74.
В состав трансмиссии Pz.Kpfw. IV входили:
- карданный вал, соединявший двигатель с остальными агрегатами трансмиссии;
- трёхдисковый главный фрикцион сухого трения;
- механическая трёхвальная коробка передач с пружинными дисковыми синхронизаторами — пятиступенчатая (5+1) SFG75 на Ausf. A и шестиступенчатая (6+1) SSG76 на Ausf. B — Ausf. J;
- планетарный однорадиусный механизм поворота;
- две бортовые передачи;
- бортовые тормоза.

Бортовые передачи и тормоза охлаждались при помощи вентилятора, устанавливавшегося слева от главного фрикциона.

### Ходовая часть
Ходовая часть Pz.Kpfw. IV применительно к одному борту состояла из восьми сдвоенных обрезиненных опорных катков диаметром 470 мм, четырёх либо (на части Ausf. J) трёх сдвоенных поддерживающих катков — обрезиненных на большинстве машин, за исключением Ausf. J и части Ausf. H, ведущего колеса и ленивца. Опорные катки были сблокированы попарно на балансирах с подвеской на четвертьэллиптических листовых рессорах.
Гусеницы Pz.Kpfw. IV — стальные, мелкозвенчатые, цевочного зацепления, одногребневые. На ранних модификациях гусеница имела ширину 360 мм при шаге 120 мм и состояла из 101 трака Kgs 61/360/120. Начиная с модификации Ausf. F, в связи с возросшей массой танка была применена гусеница Kgs 61/400/120 шириной 400 мм, а число траков сокращено до 99. Позднее были введены траки с дополнительными грунтозацепами, для лучшего сцепления с обледенелой поверхностью в зимних условиях. Помимо этого, на советско-германском фронте на траки, порой, устанавливались расширители различных типов.

## Машины на базе Panzerkampfwagen IV

### Серийные
- Sturmgeschütz IV (StuG. IV) — средняя по массе самоходно-артиллерийская установка класса штурмовых орудий.
- Nashorn («Носорог», до 27 января 1944 — Hornisse («Шершень»)) — средняя по массе противотанковая самоходно-артиллерийская установка.
- Möbelwagen (3,7 cm FlaK auf Fgst Pz.Kpfw. IV (sf)); Flakpanzer IV «Möbelwagen» — зенитная самоходная установка.
- Jagdpanzer IV — средняя по массе самоходно-артиллерийская установка класса истребителей танков.
- Munitionsschlepper — транспортёр боеприпасов для самоходных мортир типа Gerat 040/041 («Karl»).
- Sturmpanzer IV («Brummbär») — самоходная гаубица, средняя по массе САУ класса штурмовых орудий.
- Hummel — самоходная гаубица.
- Flakpanzer IV (2 cm Vierling) Wirbelwind — зенитная самоходная установка.
- Flakpanzer IV (3.7cm FlaK) Ostwind — зенитная самоходная установка.

### Опытные
- Pz.Kpfw. IV Hydrostatic — модификация с гидростатическим приводом. Не планировался к запуску в серийное производство, на нём тестировался гидропривод.
- Pz.Kpfw. III/IV — проект среднего танка на базе Pz.Kpfw. III и Pz.Kpfw. IV. Прототип построен не был, проект остался на бумаге.
- Flakpanzerkampfwagen IV (3 cm M.K. 103 Zwilling "Kugelblitz") ("Шаровая молния") - зенитная самоходная установка.

## Эксплуатация и боевое применение

### Ранние годы
Первые три Pz.Kpfw. IV Ausf. A поступили в войска к январю 1938 года, а к апрелю число танков этого типа в армии возросло до 30. Уже в апреле того же года Pz.Kpfw. IV использовались в ходе аншлюса Австрии, а в октябре — при оккупации Судетской области Чехословакии. Но хотя их количество в действующих частях, как и темпы производства, постоянно возрастали, до начала Второй мировой войны Pz.Kpfw. IV составляли менее 10 % от танкового парка вермахта. На 1 сентября 1939 года в войсках числилось 211 танков Pz.Kpfw. IV.

### Вторая Мировая
Pz.Kpfw. IV активно использовался вермахтом с самого начала и до конца Второй Мировой войны, став настоящим «танком-солдатом». Впервые он пошёл в бой 1 сентября 1939 года. В ходе польской кампании безвозвратные потери составили 19 машин. Во Франции было потеряно ещё 97 танков. На 1 июня 1941 года в Вермахте числилось 517 танков и более 40 находились в ремонте. Для операции «Барбаросса» было задействовано 439 Pz.Kpfw. IV, входивших в состав 17-ти танковых дивизий.
| Panzer division | Panzer division | Panzer division | Panzer division | Panzer division | Panzer division | Panzer division | Panzer division | Panzer division | Panzer division | Panzer division | Panzer division | Panzer division | Panzer division | Panzer division | Panzer division | Panzer division |       |
| 1               | 3               | 4               | 6               | 7               | 8               | 9               | 10              | 11              | 12              | 13              | 14              | 16              | 17              | 18              | 19              | 20              | Всего |
| --------------- | --------------- | --------------- | --------------- | --------------- | --------------- | --------------- | --------------- | --------------- | --------------- | --------------- | --------------- | --------------- | --------------- | --------------- | --------------- | --------------- | ----- |
| 20              | 32              | 20              | 30              | 30              | 30              | 20              | 20              | 20              | 30              | 20              | 20              | 20              | 30              | 36              | 30              | 31              | 439   |

По мере опыта столкновений с новейшей бронетехникой своих противников, Pz.Kpfw. IV постоянно совершенствовался. Орудие танка прошло путь от короткоствольного, рассчитанного в первую очередь на прорыв укреплённых позиций, до длинноствольной пушки длиной 48 калибров, способной бороться с Т-34-76 и практически всеми моделями M4 Sherman на большинстве реальных дистанций боя. Также утолщалось и бронирование танка, достигшее в итоге 80 мм в лобовой проекции. Впрочем, немецкая промышленность не смогла обеспечить достаточный выпуск Pz. IV, и в итоге танк сильно проигрывал своим основным соперникам по численности. А в 1944 году появились новые модификации Т-34-85 и «Шермана» с пушками, значительно превосходившими Pz.Kpfw. IV и поражавшими его с 1,5-2 километров.

### Экспорт
Танк Pz.Kpfw. IV экспортировался в различные страны. В 1942—1944 гг. Германия экспортировала около 390 машин. 

### Послевоенное применение
Уцелевшие боеспособные танки данного типа применялись во многих сражениях после Второй мировой войны: Pz.Kpfw. IV активно использовался армией Израиля, войсками Сирии и армиями других ближневосточных стран во время войн 1950—1970 гг., а именно: войны за независимость Израиля 1948—1949 годов, во время Суэцкого конфликта 1956 года, в Шестидневной войне 1967 года и других конфликтах. Свою карьеру этот «ветеран» завершил в рядах бронетанковых частей армий Ирака и Ирана в Ирано-Иракской войне 1980—1988 гг., однако отдельные боеспособные экземпляры ещё встречались в ходе боевых действий на просторах Югославии и Афганистана на рубеже 1990—2000 гг.
Долгое время стоял на вооружении армий Европы: Венгрии, Болгарии, Финляндии, Франции, Хорватии, Испании и др.

## Оценка проекта
Pz.Kpfw. IV задумывался и создавался как дополнение к Pz.Kpfw. III — штурмовой танк (танк артиллерийской поддержки), предназначенный для борьбы с огневыми точками противника, а не с его танками. Pz.Kpfw. III рассматривался как основное и наиболее эффективное противотанковое средство. Резко возросли боевые характеристики Pz.Kpfw. IV после установки длинноствольного орудия, он стал универсальным танком, способным выполнять широкий спектр задач. Pz.Kpfw. IV оказался надёжной и легкоуправляемой машиной. Однако проходимость у последних переутяжелённых модификаций была неудовлетворительной.
В целом на оценку машины повлияло неожиданное обстоятельство. После начала установки башенных экранов силуэт машины приобрел определённое сходство с силуэтом тяжёлого танка "Тигр". В полевых условиях и особенно на увеличенных дистанциях это привело к тому, что военные противники стали определять машину именно в том качестве. В результате это привело к снижению его статистики применения.
Pz.Kpfw. IV оказался самым коммерчески успешным боевым танком Германии — уже после войны именно он, вместе с Шерманом и Т-34-85 сотнями принимал участие во многочисленных локальных конфликтах 40-50 гг. в Азии и Африке.
| Сравнительные характеристики универсальных танков второй половины войны |                     |          |         |           |        |
| Характеристика                                                          | Pz.Kpfw. IV Ausf. J | Кромвель | Т-34-85 | М4А3(76)W | Комета |
| Масса, т                                                                | 25,0                | 27,9     | 32      | 33,7      | 35,7   |
| экипаж, чел.                                                            | 5                   | 5        | 5       | 5         | 5      |
| Бронирование лба корпуса/ эффективная толщина брони, мм                 | 80                  | 64       | 45/90   | 51/94     | 76     |
| Бронирование лба башни, мм                                              | 50                  | 76       | 90      | 64        | 102    |
| Калибр пушки, мм                                                        | 75                  | 571      | 85      | 76,2      | 76,2   |
| Боекомплект, выстрелов                                                  | 80                  | 64       | 60      | 71        | 58     |
| Толщина пробиваемой брони на дистанции 1000 м (угол встречи 60°), мм    | 82                  | 60       | 87      | 88        | 102    |
| Скорость макс., км\ч                                                    | 40                  | 64       | 55      | 42        | 47     |
| Запас хода по шоссе, км                                                 | 320                 | 280      | 350     | 190       | 200    |

1 Ранние модификации «Кромвелей» вооружались 57-мм пушкой QF 6 Pounder, некоторые имели в качестве вооружения 75-мм пушку, а также некоторые вооружались 95-мм танковой гаубицей.

## Основные операторы
- Нацистская Германия — производитель и основной оператор
- Королевство Румыния — получила 11 шт.[72] Ausf. G в 1942 году и 127 шт. Ausf. H, J в 1943-44 годах
- Третье Болгарское царство — получила 14 шт. Ausf. G и 74 шт. Ausf. H в 1943-44 годах. Ещё 28 танков были получены с Nibelungenwerke и 20 танков от Красной армии уже после окончания войны. В декабре 1945 года, с учётом потерь в боях, на вооружении состояло 102 танка.
- Королевство Венгрия — получила 22 шт. Ausf. F1 и 57 шт.  Ausf. H и Ausf. J[72][73] в 1942 и 1944 годах
- Королевство Италия — получила 12 машин Ausf. G[73]
- Финляндия — использовала 15 танков Ausf. J в августе 1944 года из 20 отправленных
- Хорватия — получила 10 шт. Pz.Kpfw. IV Ausf. F и 5 шт. Ausf. G в 1944 году. Боеспособные образцы серий Ausf. H и Ausf. F применялись в операции «Буря» и в боях под Вуковаром в ходе Югославских войн 1990-х годов
- Испания — закупила 20 штук Ausf. H в ноябре 1943 года[74]
- Турция — закупила 56 машин Ausf. G в 1943 году

Антигитлеровская коалиция
- СССР — несколько сотен трофейных танков применялись в 1941-45 гг.[75]
- США — несколько десятков трофейных машин применялись в 1944-45 гг., и в Корейской войне 1950—53 гг.[источник не указан 2591 день]
- Великобритания — несколько трофейных танков применялись в 1941-45 гг.
- Франция — 60 трофейных танков использовались в послевоенные годы[75]

После 1945 года:
- Сербия — несколько танков применялось в Югославских войнах 1990-х гг.
- Чехословакия — получила 165 трофейных танков в послевоенные годы[75]
- Сирия — получила не менее 57 танков Ausf. H в послевоенные годы[75][76]
- Ирак — от 70 до 100 единиц использовались в Ирано-Иракской войне[источник не указан 2591 день].
- Иран — несколько танков использовались в Ирано-Иракской войне[источник не указан 2591 день].
- Колониальные и гражданские войны в Африке, Азии, Южной Америке конца 1940-х и вплоть до 1980-х гг. (поставки из СССР и США)[источник не указан 3582 дня].

## Сохранившиеся экземпляры

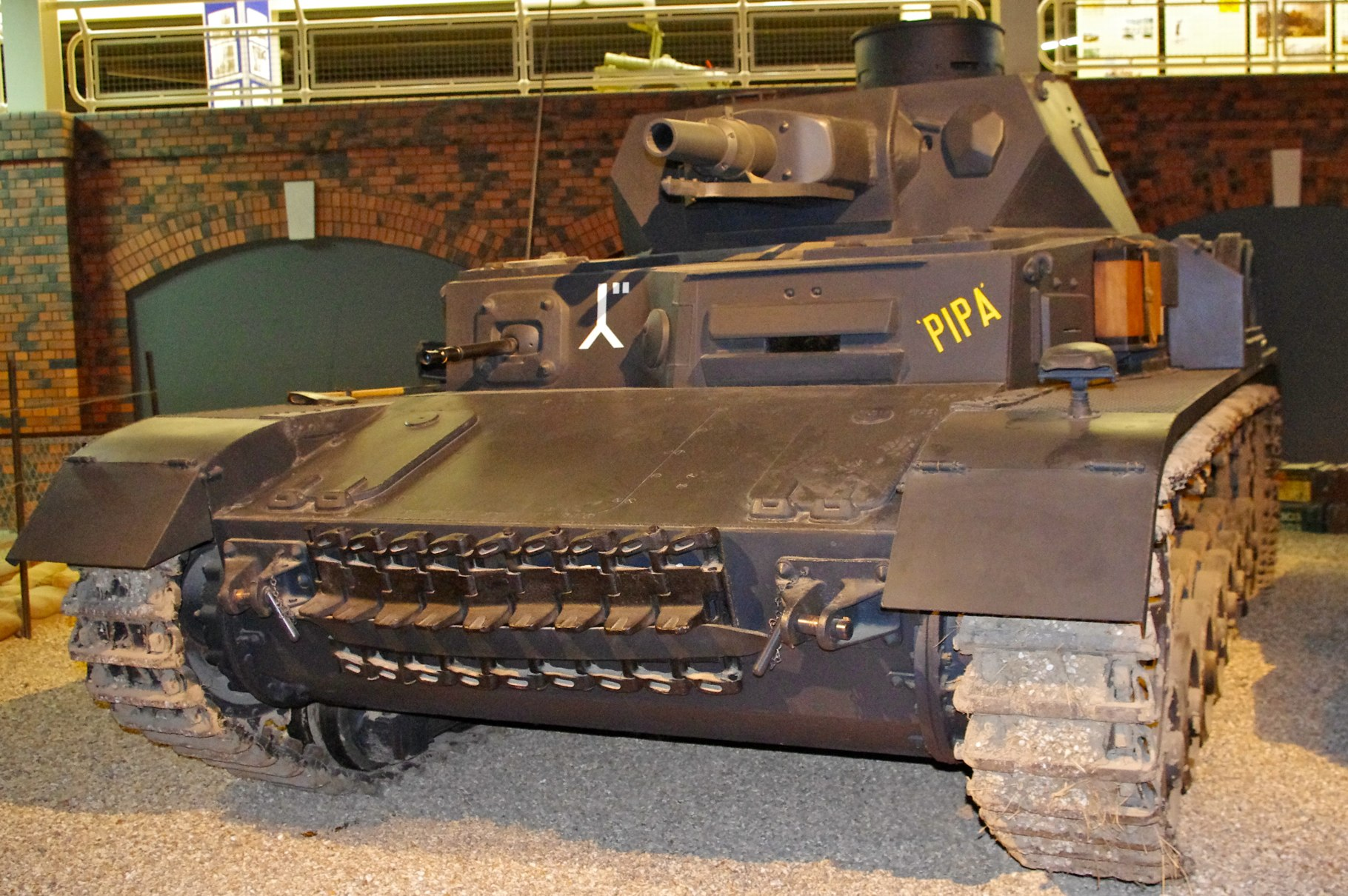
Pz.Kpfw. IV Ausf. D Военный музей в Даксфорде.
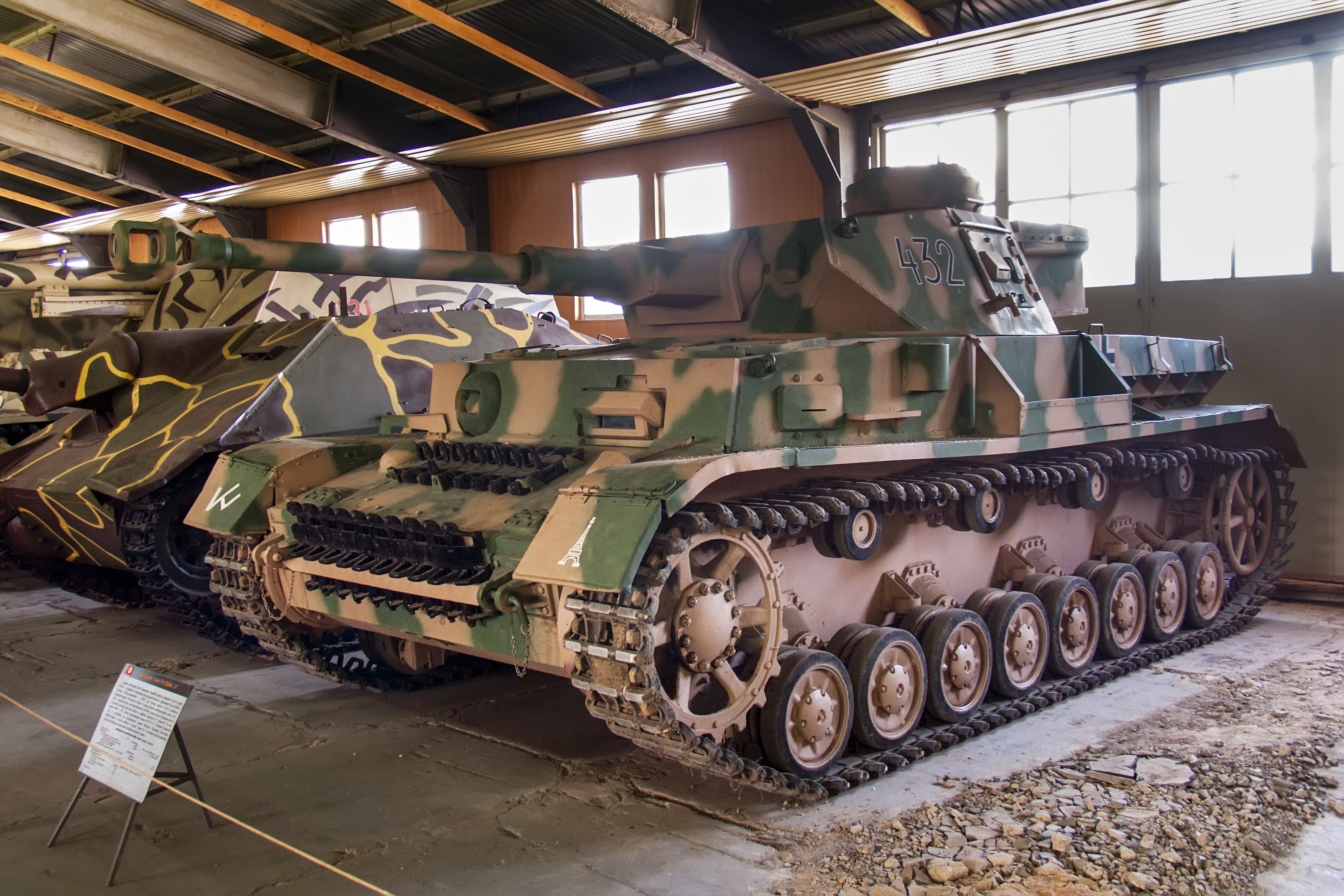
Pz.Kpfw. IV Ausf. G Бронетанковый музей в Кубинке.
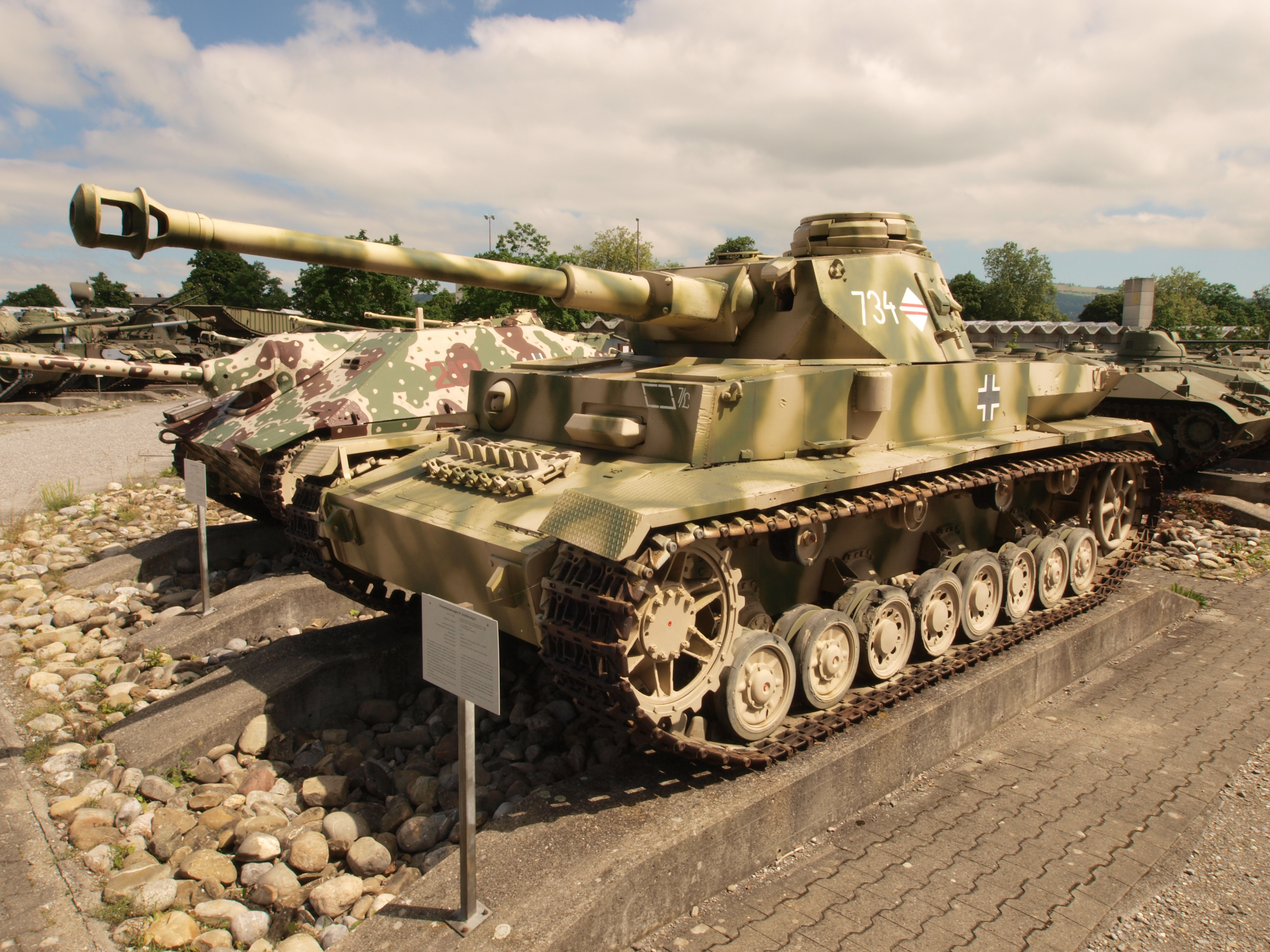
Pz.Kpfw. IV Ausf. H Танковый музей в Туне.
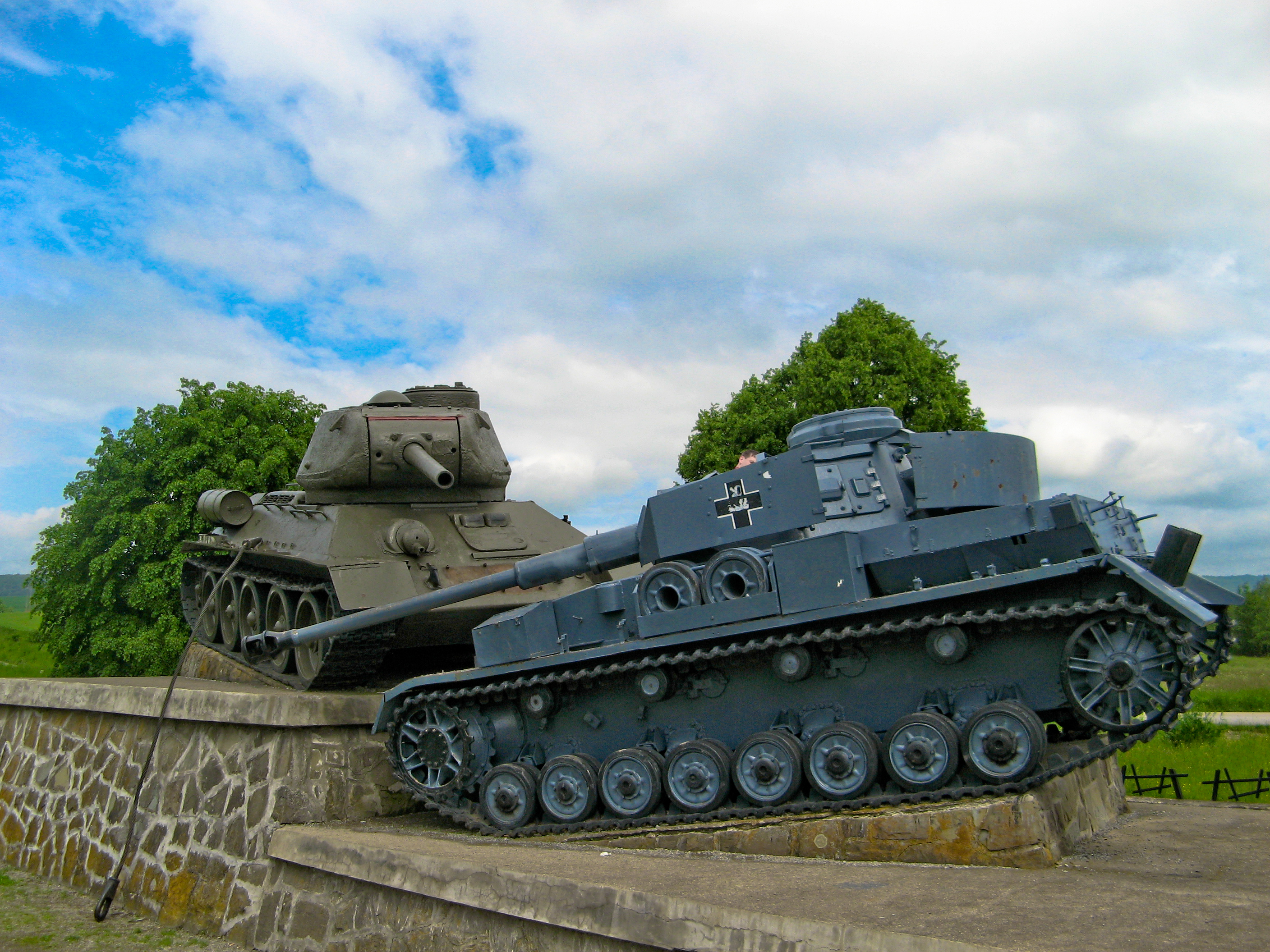
Pz.Kpfw. IV Ausf. J Монумент на месте боёв за Дуклинский перевал. Свидник. Словакия.

Благодаря массовому выпуску Pz.Kpfw. IV поздних модификаций широко представлен в экспозициях различных музеев мира.
- Бельгия — Pz.Kpfw. IV Ausf. J в Музее королевской армии и военной истории в Брюсселе
- Болгария — Pz.Kpfw. IV Ausf. J в Музее военной истории в Софии
- Великобритания
  - Pz.Kpfw. IV Ausf. D в Танковом музее в Бовингтоне
  - Pz.Kpfw. IV Ausf. D в Военном музее в Даксфорде
- Германия
  - Pz.Kpfw. IV Ausf. G в Танковом музее в Мунстере
  - Pz.Kpfw. IV Ausf. G в Музее техники в Зинсхайме
- Израиль
  - Pz.Kpfw. IV Ausf. G в Музее Израильских танковых войск (Яд ле-Ширьон) в Латруне
  - Pz.Kpfw. IV Ausf. J в Музее Армии обороны Израиля (Батей а-Осеф) в Тель-Авиве.
  - Мигдаль-а-Эмек . Памятник погибшим солдатам, на перекрёстке улиц Ха-Зайт и Ацмаут, (напротив банка Дисконт).
  - Голанские Высоты на границе с Сирией — минимум две машины разной степени сохранности, предположительно чешского производства.[77]
- Испания — Pz.Kpfw. IV Ausf. H в Музее бронетехники в Эль Голосо
- Россия — Pz.Kpfw. IV Ausf. G в Бронетанковом музее в Кубинке
- Румыния — Pz.Kpfw. IV Ausf. J в Национальном военном музее[англ.] в Бухаресте
- Сербия — Pz.Kpfw. IV Ausf. H в Военном музее в Белграде
- Словакия
  - Pz.Kpfw. IV Ausf. J в Музее Словацкого Восстания[словац.] в Банска-Бистрице
  - Pz.Kpfw. IV Ausf. J в Музее Карпатско-Дукельской операции в Свиднике
- США
  - Pz.Kpfw. IV Ausf. D, Pz.Kpfw. IV Ausf. G, Pz.Kpfw. IV Ausf. H в Музее вооружений армии США[англ.] в Форт Ли
  - Pz.Kpfw. IV Ausf. H в музее Military Vehicle Technology Foundation в Портола-Вэлли
- Финляндия — Pz.Kpfw. IV Ausf. J в Танковом музее в Пароле
- Франция — Pz.Kpfw. IV Ausf. J в Танковом музее[англ.] в Сомюре
- Швейцария — Pz.Kpfw. IV Ausf. H в Танковом музее в Туне